# サイボーグ009の登場人物
サイボーグ009の登場人物（サイボーグゼロゼロナインのとうじょうじんぶつ）では、石ノ森章太郎の漫画『サイボーグ009』、およびそれを原作としたアニメに登場する人物について解説する。
ここでは漫画版およびアニメ版の設定について記述する。完結編における設定については『2012 009 conclusion GOD'S WAR』を参照のこと。

## ゼロゼロナンバーサイボーグ
009 / 003 / 001 / 002 / 004 / 005 / 006 / 007 / 008
ブラックゴーストによって改造されたサイボーグの内、「00」のコードナンバーを割り振られた試作体の総称。作中では、主人公側である001から009までの9名のサイボーグの総称として用いられる場合も多く、当記事においても特記のない限り「001から009までの9名の総称」として扱う。所謂、本人達の意思とは関係なくブラックゴーストと言う組織に非人道的に改造され兵器売買の為の試作機であり、彼らが自我を保てたのは後述のギルモア博士の工作であり、ブラックゴーストへの対抗手段として選ばれた精鋭で各人は優れた特技を持っている。当初、敵はブラックゴーストだけであったが、人類愛に目覚め、世界平和の為にそれ以外の敵とも戦って行く事になる。
また、作中ではナンバーで呼び合っているが、ごくたまに名前で呼び合うことがある（主にジョーとフランソワーズが互いの名を呼ぶことが多い）。後期はナンバーに名前のルビが振られることが多い。『GOD'S WAR編』では全員がナンバーで呼ぶことは無く、本来の名前で呼び合っている。
有事には全員が特殊戦闘服とマフラーを身につけて行動、素顔は晒したままで、仮面の類は着用しない。標準装備の武器としてスーパーガンを携帯する。
001=イワンを除く8名は、改造手術により頭髪や皮膚、筋肉や骨、心肺・消化器官などの大半が人工のものに置き換えられているが、その改造度は個別に異なっている。頭脳は生身のままだが、補助用の人工脳が備わっている。動力は小型原子炉と食料の並列式であり、原子炉の停止や摂食不足で片方の動力が停止しても、もう片方で最低限の生命維持と停止した方の動力機関の再起動が可能である。人工皮膚と筋肉は非常に強靭な素材で、通常の小銃弾程度は跳ね返せるものの、原作では002=ジェットが麻酔針、003=フランソワーズがナイフと麻酔針、006=張々湖が包丁と虫刺されで負傷している場面があり、鋭利な刃物や針には弱い描写がある。真空や水中の環境でも行動できる。メンバー間のみで通じるトランシーバー機能（脳波通信回路）が装備されている。『愛の氷河編』での002=ジェットの台詞によると、改造された時点で老化は止まっており、機械的なパーツの保守・交換を行っていれば半永久的に生きることができる、とされている。1979年版アニメにおける009の台詞で、レース時にはサイボーグの力は使っていないと語られていることから、状況に応じて人間を越える力を封印することが可能と思われるが、詳細は不明。
旧式のサイボーグのため、後からブラックゴーストに開発された新型のサイボーグに性能面では劣るが、各人の能力とチームワークで助け合いながら弱点などを補ってピンチを何度も乗り越えている。
009のコスチュームは、原作の初期は、カラーページでは緑の服と赤あるいは黄色のマフラー、2色刷りのページでズボンのみが赤く塗られている、など配色が一定していない。ベトナム編の中期から赤い服と黄色いマフラーが定着した。アニメ版では、初期劇場版では白い服と赤いマフラー。テレビアニメ第1作（1966年版）はモノクロであるため、画面上では正確な配色は不明だが、オープニングテーマの歌詞ではマフラーの色を赤としている。1979年以降は、原作と同様に赤い服と黄色いマフラーが定着している。なお、2001年版アニメでは、原作の初期に見られた緑の服が「第1世代（001 - 004）が改造された当初使用していた服」として本編中に登場したほか、DVD第1 - 9巻の限定版の特典として、ゼロゼロナンバー全員が緑の服を着用した姿が公式にフィギュア化された。当時未完成だった完結編の一部を先行してアニメ化した『Conclusion God's War』では青い服と赤いマフラーという新しい配色が登場している。この青い服は石ノ森が生前に最終章をイメージして描いたイラストが原典であり、後に完成した完結編『2012 009 conclusion GOD'S WAR』およびその漫画版にも登場している。USAエディションでは、当初のものはブラックゴーストの攻撃を受けて破損したり、着用者へのダメージを防ぎ切れなかったり、と耐久性に難があり、ブラックゴーストから離反した後に改良型が作られている。モスクワ基地への潜入の際は色が白を基調としたものに変わる機能が披露され、また、この時からマフラーを巻くようになった。

### 009=島村ジョー（しまむら ジョー）

石巻市に設置されたサイボーグ009の像

声 - 太田博之（劇場版第1・2作）、田中雪弥（TVアニメ第1作）、神谷明（ラジオ第1作）、井上和彦（TVアニメ第2作、劇場版第3作、メガドライブ版ゲーム）、櫻井孝宏（TVアニメ第3作）、本田貴子（TVアニメ第3作・子供時代）、草尾毅（ラジオ第2作）、神谷浩史（朗読劇）、宮野真守（RE:CYBORG）、福山潤（VSデビルマン）、河本啓佑（CALL OF JUSTICE）
概要
本作の主人公。18歳（※他のメンバーも何れも改造された時の年齢で001が最初の被験者で009が最後である事は間違いないが、昭和版、平成版の違いで時系列は大きく異なっている、基本的にサイボーグは老化しない）。5月16日生まれ。日本人の母と国籍不明の父との間に生まれたハーフ。秋田書店のサンデーコミックス昭和52年第63版までは「村松ジョー」、そのほか「ジョウ」という表記もあった。作中ではカタカナ表記だが、一部では「丈」という漢字表記も見られる。ゼロゼロナンバーのリーダー的存在。
容姿
初期は少年の面持ちをしていたが、次第に愁いを帯びた青年の表情に変化している。髪は栗色〜金色で、瞳は黒〜茶色。ほとんどの場面で片目が前髪に隠れているのが特徴。1966-1968年版のアニメ（以下「旧昭和版アニメ」）では、ジョーとフランソワーズだけ配色の異なる戦闘服を着ている。アニメ第一期作（旧昭和版アニメ）では「特別な存在」として差別化をはかるために1人だけ「白」の戦闘服を着用していたが、それ以降は原作漫画に準じて他のゼロゼロナンバー・サイボーグと同じく「赤」で統一されている。マフラーはアニメ第1作では主題歌の歌詞にある様に赤、それ以降は他のゼロゼロナンバーと同じく黄色である。このマフラーは相当長く踵近くまで垂れ下がっている。
改造までの経緯
孤児院で育つが、ハーフであり孤児でもあることから差別や偏見に晒され、犯罪を犯して少年鑑別所に送致された。しかし集団脱走したところをブラックゴーストに拉致され、本人が気を失っている間に改造された。1979年版のアニメ（以下「新昭和版アニメ」）では、友人を助けるために誤って不良に怪我を負わせ、送られた少年院でもハーフを理由に蔑まれて、1人で脱走したところをブラックゴーストに拉致された。2001年版のアニメ（以下「平成版アニメ」）では不良の設定が無くなり、孤児として教会で育ち、育ての親である神父を殺害した犯人に間違えられて警察に追われていたところをブラックゴーストに拉致された。1966年の劇場版1作目でのみ、最初からカーレーサーとして活躍していた設定になっており、レース中にブラックゴーストの起こした事故で重傷を負ったところを拉致されている。
能力
先に改造されていた7人の改造技術を結集した完成体で、汎用性に優れ、基礎能力は他のメンバーより高い。他のゼロゼロナンバーは不明であるが体内に小型原子炉を持っており、これを動力源としている（新旧両昭和版アニメより。ただし、004には体内に原爆が埋め込められているのでこれがそれに相当すると思われる）。身体の改造個所は多いが、通常の生活が送れる程度には生身の部分も残されており、子孫の存在も確認されている。最大の特徴は002のものをさらに改良した加速装置で、奥歯に仕込まれたスイッチで操作する。加速度は多段可変式で、最大加速マッハ5（平成版アニメ）で行動できる。ただし旧昭和版アニメでは「加速装置」と呼称するシーンはなく、単に高速移動出来るタイプのサイボーグと言う扱いでOPでも当時の新幹線（時速200キロほど）と互角と言う描写が見られる。加速度を使い分けることで敵を翻弄することも可能。加速中は、空気摩擦によって持ち物や着用している（特殊戦闘服以外の）衣服などが燃える、周囲の物体に無闇に触れることができない、マッハでの行動時は同等のスピードで動くものないし止まっている物体以外を認識しづらい、周囲の音も聞こえない、連続使用には限界があり、メンテナンス時に不具合を起こす可能性があるなど、いくつか留意すべき点もある。なお、『天使編』では、天使に加速装置を使用不能にされてしまう場面もある。最高速度は002、火力は004や006、パワーは005に劣るが素の戦闘力も戦車込みの一個師団隊多数でも全く敵ではなく（新昭和版アニメ）「加速装置」の加勢もあって地上ではメンバー中では最強である（勿論、それを上回る敵も存在する）。倒さなければならない敵でも「人の心」を持ってる者には無意識にリミッター（009の優しさ＝慈悲の心で発生してしまう）をかけており、本気になればゼロゼロナンバーで最も恐ろしい殺戮兵器となる。洗脳され慈悲を失くしリミッターが外れた戦闘を見て「本気になった009はあんなに強いのか」と004も驚愕している（平成版アニメ）。ただし、ゼロゼロナンバー全員が携帯している（平成版アニメのみ009に譲渡した為に004は持っていない）強力な小型レーザー銃「スーパーガン」（平成版アニメでは「レイガン」とされている）の力も大きいが「加速装置」と併用すれば、防御と攻撃の絶妙なバランスがとれ、一分の隙もないサイボーグ戦士となる。
加速度の差を利用し、敵地への潜入、武器を持った相手の無力化、精神や電磁波攻撃の回避など、様々な局面で活躍する。生身の人間を抱えたままの加速は不可能とされているが、人命救助に加速装置を使用する場面もあり、設定は一定していない。006=張々湖のために食材を市場から加速状態で運んだこともある。後発のサイボーグにはより高性能の加速装置が搭載されたため、加速度が追い付かず苦戦を強いられることも多い。
人類の技術によるものならば、自動車や船、飛行機などのような乗り物も即時に操れる才能（詳細は不明だが、改造能力の一種であるとされる）を持つ。
GOD'S WAR編
意識加速と呼ばれる能力を体得、自由自在の速度で加速することが可能となり、この能力を応用して敵を自身の加速空間に誘い込み、瞬時に衝撃を与え粉砕できるようになった。
日常
普段はギルモア博士の助手をしたり、「ハリケーン・ジョー」の通称で四輪レーサーをしていたりする。第8期『時空間漂流民編』では雑誌ライターとして出版社に出入りする姿も見られる。原作では、日常はコスチュームの上から服を着て出歩いていたが、平成版アニメではコスプレが世の中に流行し出したため、時代背景からコスチューム姿で出歩いても周囲の人間からは「仮装大会へ行く人」という事で誤魔化せるようになった。しかし、函館の魚市場の魚屋からその事を指摘された時には少し気恥ずかしい様子を見せており、早くその場から立ち去りたいがために、お釣りをもらい忘れるそそっかしさも見せている。
性格
すさんだ過去を背負っているが、平時においては穏やかで優しく、戦闘時においては真摯で勇敢な理想的なリーダーである。しかし、優しさゆえに戦いの場においても相手の生命や事情に思いが及び、それが弱点になることも多い。どちらかと言えば意志薄弱で優柔不断である為にリーダーとして不適切な面も多いが、「人間（の心を持ってる）が故に迷い過ちも犯し苦悩する」ことを敵に対しても最も理解し彼の最大の武器である「優しさ」を持っていた為にギルモア博士から「人間らしい判断を間違えない」と言う理由で抜擢された経緯がある。「（身体が人間でないゆえに人の心を失わずにいる自分の境遇から）人間を信じたい」という気持ちが強く、これを甘さと感じる002や004と衝突する事もある。同じように精神面の脆さを他のメンバーから指摘されることも多い。仲間を巻き込みたくない思いから単独で行動することも少なくないが、その都度メンバーから「自分たちは9人で1人」と諭されている。原作や平成版アニメでの短編『凍った時間』では、永劫に感じられる孤独に苦しむ彼の心情が描写されている。自分自身よりも仲間たちが改造されたことに対して怒りを覚え、彼らの苦しみを理解し行動する姿勢が皆から信頼を集め、リーダーとしてサイボーグチームの団結力を高めている。
その容姿と性格から、出会った女性たちを惹き付けることも多い。003(=フランソワーズ)とは相思相愛の仲で平穏な時期には2人で一緒に暮らすこともあるのだが、気心の知れた彼女より女性ゲストへの対応を優先し、003の激しい嫉妬を買うこともある。新昭和版アニメでは、ファンでもありかつてのガールフレンドだった女性マユミや、荒れていた時代のジョーを支えていたユリという女性も登場する。
ゼロゼロナンバーで001=イワンと共に、母親の姿が明らかにされている。字幕の色は黄色。

#### 009の関係者
下記のほか、ジョーの回想の中などで、母親が登場している。
- 敵として登場したジョーの旧友たちについては、#ジョーの旧友たちを参照。

ヤス
声 - 岡野浩介（TVアニメ第3作）
『0013編』に登場。通称「鼻キズのヤス」。ジョーのかつての悪友。使いの途中だった0013をカツアゲしようとして、止めに入ったジョーと偶然再会する。
平成版アニメではジョーと同じ教会で育った孤児仲間という設定が追加され、0013を連れ戻しに来たスケアを見て、子供の頃に養子斡旋組織の職員になりすましていた当時のスケアの姿を思い出し、加えて引き取られていった子供たちの住所が実在しなかったことを知っており、彼と神父が結託して人身売買していたのではと疑っていた。
クビクロ
『まぼろしの犬編→クビクロ編』に登場。茶色い犬（犬種は不明だが、容姿は日本犬に近い）で、その名の通り、首輪のような首の黒い模様が特徴。芸をする両親と共にある老人に飼われていたが、飼い主の老人と両親が轢き逃げにより死亡し、両親の芸をよく見に来ていたジョーに拾われた。実は両親は脳改造により人間並みに賢くなっており、クビクロもその賢さを受け継いだ上、恨みの感情を炎に変えて相手を焼き殺す特殊能力も得ていた。飼い主と両親を殺した人間が逮捕されたことを知るとジョーの元から失踪して、その能力を使って犯人に復讐し、さらに野犬を率いて保健所や養豚場を襲った。最期はクビクロが一連の事件に関わっていると悟ったジョーが流した偽情報によって誘き出され、ジョーが目の前に現れたことに動揺しつつも能力で殺そうとするが通用せず、ジョーの手で逝く。
旧昭和版アニメでは途中から犬塚博士（声 - 槐柳二）に脳改造され光線を出すという設定。
平成版アニメではジョーを慕っている描写が強調され、敢えてジョーに撃たれるという非業の最期を遂げる。
若柳（わかやなぎ）
声 - 野田圭一
旧昭和版アニメのオリジナルキャラクター。『よみがえれ!不死鳥』に登場。009のライバルレーサー。カリフォルニア大障害レースを前に仕組まれたカーレース事故で負傷し自信を失う。
ジロー
声 - 塩屋翼
新昭和版アニメのオリジナルキャラクター。ジョーの親友で彼同様ハーフの少年。昔自身が起こしたケンカのせいで少年院送りにされたジョーをずっと気にかけており、再会した時は喜んでいた。電力会社で立派な研究員として働いていたが、ネオブラックゴーストの襲撃に巻き込まれて命を落としてしまう。父親の顔を覚えていたようで、父親からもらったナイフが宝物。ジョーはそのナイフで敵のボス・ハリス（声 - 国坂伸）を倒して復讐を果たすが、そのナイフこそ敵のボス、すなわちジローの父親が息子に託したものであった。
神父
声 - 小山武宏
平成版アニメのオリジナルキャラクター。ジョーの育ての親。経営する孤児院の孤児たちに愛情と誠意をもって接する立派な人物だったが、養子斡旋組織を装ったブラックゴーストに騙されて散々利用された揚句に真相を知ったため、スケアに口封じとして殺害されてしまった。

### 003=フランソワーズ・アルヌール
声 - ジュディ・オング（劇場版第1・2作）、鈴木弘子（TVアニメ第1作）、杉山佳寿子（ラジオ第1作、TVアニメ第2作、劇場版第3作、メガドライブ版ゲーム）、雪野五月（TVアニメ第3作）、豊島真千子（ラジオ第2作）、桑島法子（朗読劇）、斎藤千和（RE:CYBORG）、M・A・O（VSデビルマン）、種田梨沙（CALL OF JUSTICE）
概要
サイボーグ戦士の紅一点。16歳（旧）17歳（新）19歳（平）。主人公009の恋人役と言っても過言ではない為、多少の上下はあるが彼の「18歳」に釣り合う年齢に設定されている。1月24日生まれ。作品冒頭では「アルヌール」だったが（兄に呼ばれているのでファーストネーム扱い）、秋田書店サンデーコミックス第8巻で初めてフランソワーズ/フランソワと呼ばれている。同第10巻ではフランソア。同第12巻でフルネーム初出。フランス人。作品時期によって「フランソワーズ」「アルヌール」「フランソワ」と呼び名は様々である。
容姿
金髪碧眼の美少女で、赤いヘアバンドが特徴。その美貌と佳麗なスタイルから、有名カメラマンにモデルとしてスカウトされるなど、彼女の美しさに関するエピソードも多い。初代のカラー映像の劇場版1～2作は髪の色は亜麻色であり、白黒映像の昭和1期アニメ版でも「黒」に視えても009の純粋な黒髪よりは透かしており、ほぼ準じていると見なすことができる。昭和2期アニメ版でからは栗色か金髪に統一されている。
改造までの経緯
元はプリマバレリーナを目指す普通の少女だったが、偶然ブラックゴースト団に目をつけられて誘拐された後、改造された。他のゼロゼロナンバーは様々な事情を抱えていたが、彼女だけは誘拐される際「年頃の少女が不意にいなくなることは良くあること」と言われている。平成版アニメではブラックゴースト団に「バレエ団に入れる」と騙されて連れて行かれた。
能力
レーダー・センサー能力を保有し、4km四方の索敵ができる聴覚・50kmを有効範囲に収める遠視力（透視・暗視能力も付随）を強化されている。これらの能力で索敵や脳波通信により戦闘中のナビゲーションを行ない、戦闘をサポートする。自身では能力を調整できず、『ミュートス・サイボーグ編』では本人の意思とは無関係に戦場の状況が見えてしまい苦悩する姿が描かれている。ただし、能力のスイッチは体内に仕込まれており、『切』にして使わないこともできる。偵察のため、他のゼロゼロナンバーと前線に立つことも多い。新昭和版では、長時間索敵を行うと身体に大きな負担がかかる上に、下手をすれば神経がズタズタになるというリスクもあることが判明している。001=イワンを除いたゼロゼロナンバー中もっとも改造箇所が少なく、生殖能力も残され子孫の存在が確認されている。パワーも他のゼロゼロナンバーよりは劣っているが、それでも生身の人間を超える体力や格闘能力は備えている。サファーデや柔術など護身術も身につけておりネオブラックゴーストの工作員と渡り合う場面もある。射撃能力も高く、銃を扱ったことのなかった009へ指導したほど。『ミュートス・サイボーグ編』では、生身の恐竜なら倒せる、と述べている。平成版アニメでは、翻訳能力も他のゼロゼロナンバーより高く設定され地球上のほぼ全ての言語で意思疎通が可能である。映画009ではコンピューターへの驚異的なハッキング能力により彼女の前では軍事用のセキュリティパスワードなどは無力な存在との描写がある。新昭和アニメ版でも007からも「あいつは俺たちと違い改造されてる箇所が少ない」と言う理由で気遣われている。
平成アニメ版での新設定
冷凍睡眠で40年間眠っていたという設定のため、年老いた兄ジャンへの思いや、1948年に公開された映画『赤い靴』でバレエに目覚めたなどのエピソードが加えられた。学生時代電子工学を習得し、手で触れるだけで機械のプログラムやシステムを解析するプローブ・システムの存在もあって、ドルフィン号の操作などメカニックに強いという特技が追加されている。
GOD'S WAR編での相違点
極めて断片的かつ不定期だが、近い将来のビジョンを予見できる能力を与えられた。しばしば彼女の透視能力を阻む妨害電波などの工作にあっていたが、終章では能力が向上し、それらの問題を克服したようだ。
非戦闘時
普段はバレリーナとして舞台に立ったり、ギルモア博士の下で001=イワンの世話をしている。原作や平成版アニメでは、ウェイトレスとして006=張々湖の「中華飯店 張々湖」の手伝いもこなしている。
性格
心優しく争いを嫌う性格ゆえに、平和を乱す者と戦わねばならないことに苦しむ。自分が普通の人間ではないことや、その能力により彼女にとって見聞きしたくないような出来事までも感知せざるを得ないことなどに苦しむ描写が目立つ。しかし、戦士としてのプライドも見られ、女性であることを理由に作戦から外されることを嫌う。子供好きで、事件を通じて知り合った少年少女の面倒を見ることも多い。センサーの能力が加味されたせいであるかは不明であるが009＝島村ジョーには出会った時から好印象を抱いており、彼の容姿よりもその善良さや優しさを見抜いていた。特に初のアニメ化の劇場版の第1作目では改造された直後の009に「こっちにいらっしゃい」と強引に仲間になる事を（優しく）要求した。
009との関係
原作では009=ジョーと心を通わせ、自然と相思相愛の仲となり、将来的には子供を儲けていることが確認されている。新旧昭和版アニメでは、可憐で母性を感じさせるタイプのヒロインに描かれていた。平成版アニメでは、互いを意識していくまでの心理描写や、その曲折が強調されている。字幕の色は赤色。原作漫画から「009と恋仲になるヒロイン」と設定されていたためにアニメのどのシリーズでもジョーへの愛情の強さは見受けられるが、特には『新昭和版アニメ』で窮地に立たされても「ジョー（009）と一緒なら死んでもいい」という台詞もあり、生身（人間）だった頃のジョーの恋人に嫉妬したシーンもあった。『平成アニメ版』では改造当時の年齢は、18歳の009より1つ上の19歳と設定されていたが、既に彼女は40年前に改造されており人間であれば老化してる年齢であった事もあり「こんなお婆ちゃんで御免なさい」と冗談めかしく謝罪してたが、009はこう言う非人道的行為を行ったブラックゴーストを憎み彼女に同情した。
その他
名前の由来は『フレンチ・カンカン』『学生たちの道』などで知られるフランスの女優・フランソワーズ・アルヌール。

#### 003の関係者
ジャン
声 - 神奈延年（TVアニメ第3作）
003=フランソワーズの兄。原作ではフランス空軍のパイロット。かなり腕の立つ軍人で、妹を誘拐したブラックゴースト工作員相手に追撃戦を演じるも、飛行機の燃料切れで振り切られてしまう。『時空間漂流民編』で再登場しており、その時点では009=ジョーとも面識ができている。
平成版アニメでは曲技飛行のパイロットであり、フランソワーズが冷凍睡眠に入れられたのでタイムラグが生じて再会できなかった。
USAエディションにもフランソワーズの回想で登場するが、1コマのみの登場で名前は不明。
カトリーヌ
声 - 松島みのり
新昭和版アニメのオリジナルキャラクター。フランソワーズの親友。かつては彼女と共にバレエをやっていたが、フランソワーズが行方不明になってしまい、悲嘆に暮れてバレエをやめてしまう。コンピューター技師のフィリップ（声 - 古川登志夫）という恋人がいる。そのフィリップがネオ・ブラックゴーストに拉致され、そしてカトリーヌは調査に来たフランソワーズと再会する。後にフランソワーズがサイボーグになっていたことを知り驚くが、最後の最後まで彼女がいつか自分達の元に帰ってきてくれると信じており、フランソワーズに対する友情は変わらなかった。
ナタリー
声 - 小島幸子
平成版アニメのオリジナルエピソード『幻影の聖夜（イブ）』に登場。改造前の（つまり大昔の）フランソワーズのバレエのライバル。幻覚攻撃に苦しむフランソワーズの前に当時のままの姿で現れ、踊るように、たとえ死んでも踊り続けるように迫る。新昭和版に登場した同名の002の恋人とは別人。

### 001=イワン・ウイスキー
声 - 鳥山京子（劇場版第1・2作）、白石冬美（TVアニメ第1作、劇場版第3作、メガドライブ版ゲーム）、千々松幸子（ラジオ第1作、TVアニメ第2作）、植田佳奈（TVアニメ第3作）、三輪勝恵（ラジオ第2作）、藤田淑子（2009年朗読劇）、玉川砂記子（RE:CYBORG）、白石晴香（VSデビルマン）、福圓美里（CALL OF JUSTICE）
概要
0歳。誕生日不明。ロシア人。あだ名は「電子頭脳」。「イワン」は秋田書店サンデーコミックス第7巻で初出。フルネームは同第12巻で初出。所謂「赤子」であり体形はその通りである。脳改造によって成人の10倍の脳の働きをもつようになった結果、超能力を身につけた人間の赤ん坊。メンバーの窮地を救う切り札的存在。初期は台詞が片仮名表記で統一されていた。現場のリーダーは009でサブは004であるが、実質的なゼロゼロナンバーの司令塔であり、後述のギルモア博士に次ぐ指揮権を持っている。
容姿
目元を覆った短髪の赤ん坊。ほぼ常時おしゃぶりをくわえている。能力を発揮している最中は、頭髪で隠れている目が光る。
『RE:CYBORG』や『CALL OF JUSTICE』では目元が見えるデザインに変更された。
改造までの経緯
生まれてまもなく、科学者である父=ガモ・ウイスキーの実験により脳改造を施された。脳の容量を増やした訳ではなく、人間の日常生活において通常使用されることのない、俗に「ナイトヘッド」と呼ばれる脳の領域を刺激し覚醒させたもの。平成アニメ版では、脳死状態で生まれた息子を蘇らせるための研究がエスカレートした結果となっている。
能力
テレキネシス、テレパシー、テレポート、サイコメトリー、予知夢、自然治癒力など様々な超能力を持つ。その能力は必ずしも万能ではなく、初期は意志を持つ者に対してテレキネシスやテレポートを使えないという制約もあり、仲間を助ける際は気絶するのを待っていたり、自身の能力で仮死状態にしたりしていた（新昭和版アニメでは意識のある者もテレポートさせている）。また、旧昭和版アニメの劇場版一作ではテレパシーのみ使用していた。ほぼ的中する良からぬ予知夢を見た際は、激しい夜泣きとともに、ポルターガイストを引き起こす。他にも、彼らが解決しようと試みている事件に関し、重大なニュースが放映されていると、即座にみんなに知らせ注意を促す場面が見られる。脳の全領域を酷使しているため、その疲労度は常人以上らしく、1か月が1日に相当し15日間眠っては15日間起き続けるという特異な生活リズムを持ち、ほとんど成長していない。しかしゼロゼロナンバーが窮地に立たされた際、切望の念に触発されて目を覚まし仲間を救う場面もある。能力を使用した後も疲れるためか眠ってしまう。
脳改造の結果、非常に高いIQを得ており、普段から幅広い知識を吸収している。なお、改造されたのは脳だけであり、その他の身体能力は人間の赤ん坊そのままである。他者との意思疎通は基本的に脳内へのテレパシーで行っている。ある意味では009と同じく最強兵器であり、特に『テレキネシス・バリヤー』での防御は破られた事がなく仲間全員を守れる力がある。新昭和版アニメの第1話でも直情型性格の002が、009に「001の『予知能力』は外れた事がない」と語り「世界危機への招集は確実」と確信していた。
GOD'S WAR編での相違点
自身の意識を自在に幽体離脱させる能力を得て、従来は不可能だった意識のある者をテレポートさせることも可能となった。
非戦闘時
普段はギルモア博士と同居し、普通（?）の赤ん坊として過ごしている。そのため緊急時のメンバー招集は彼が担当することが多い。短編では001がメインの話も多い。
性格
理知的で人類愛に溢れる性格だが、常に冷静沈着で正確な判断を下し、ゼロゼロナンバーの参謀役を担う。時に世界のために非情とも言える冷徹さを見せるが、狸寝入りを決め込んだりするなど人間臭い一面も見せている。自らを改造した行方不明の父に対しては複雑な感情を抱いている。ギルモア博士と同じくリーダーの009にも指示を与えるゼロゼロナンバーの司令塔である。人身御供な一面もあり改造実験中に攻撃される009を挑発し「会ったらお前を殴りたい」と激怒されるが「僕に会ったら、そんな気にはならないよ」と自分が赤子であること伏せて助言していた（平成アニメ版）。

#### 001の関係者
ガモ・ウィスキー博士
声 - 大竹宏（TVアニメ第2作）、加藤精三（TVアニメ第3作）、田中総一郎（TVアニメ第3作・若き頃）、掛川裕彦（ラジオ第2作）
001=イワンの実父で彼を改造した科学者。イワンの改造直後にその行為を非難する妻エリカを殺害し、ブラックゴーストにスカウトされた。
原作では序盤に登場したのみだが、新昭和版アニメでは研究意欲を満たすためにブラックゴーストに加担し、ギルモア博士の説得を振り切って残留し、ネオ・ブラックゴーストの首領3兄弟やオーディンを改造し、さらにガンダールを生み出した、「狂気の」というより「研究馬鹿の」科学者として登場。イワンは父との対決に心を痛めることになる。平成版アニメでも同様にイワンとの対峙が描かれており、未来から逃げてきた強力な超能力を持つミュータントたちをサイボーグに改造して、ゼロゼロナンバーと戦わせた。基本的に自らの研究にしか興味を持たず、研究のためならどれほど残忍で悪辣な実験でも平然とやってのける。ただし、平成版アニメでは時にイワンの身を案じるなど親としての感情を見せる場面もあった。名前の由来は、喜劇役者マルクス兄弟の一員「ガモ・マルクス」から。
USAエディションでは、ゼロゼロナンバー全員やスカールの改造に関わっており、ゼロゼロナンバーの反乱の際にその場に居合わせている。ゼロゼロナンバーがブラックゴーストのモスクワ基地に潜入した際にイワンと再会。捕えられたゼロゼロナンバーの再起動をスカールに命じられるが、イワンの言葉に心を動かされて離反する行動を取ったため、スカールに殺されてしまう。
エリカ・ウィスキー
声 - よのひかり（TVアニメ第3作）
ガモ博士の妻で001=イワンの実母。息子を改造したい夫に騙される形で旅行に行かされていたが、途中で嫌な予感がして引き返すもすでに遅く、帰ってきた時には改造直後であった。結果的に我が子をモルモットにした夫を非難し、息子を連れて警察に行こうとするも、研究成果を奪われまいとする夫に殴打され死亡する。
『誘拐編』のゲストキャラクター
『誘拐編』は、石ノ森章太郎デジタル大全19巻収録。このエピソードは2020年現在、アニメ化されていないため、このストーリーで登場するキャラクターは全員、アニメ未登場。
綾子（あやこ）
一人息子を交通事故で失った自責の念により精神を病んでいた女性。眠っていたまま散歩に連れ出された001=イワンを息子と思い込み、連れ去ってしまう。

### 002=ジェット・リンク
声 - 石原良（劇場版第1・2作、TVアニメ第1作）、曽我部和行（ラジオ第1作）、野田圭一（TVアニメ第2作、劇場版第3作、メガドライブ版ゲーム）、森久保祥太郎（TVアニメ第3作）、堀秀行（ラジオ第2作）、置鮎龍太郎（朗読劇）、小野大輔（RE:CYBORG）、前野智昭（VSデビルマン）、佐藤拓也（CALL OF JUSTICE）
概要
22歳（旧、新）18歳（平）。2月2日生まれ。アメリカ人。あだ名は本名と読みが同じ「ジェット」。ジェット・リンクの名はサンデーコミックス第12巻で初出。原作者も当初から決めていた主人公009の一番の親友で相棒である。
容姿
ややたれ目で、毛先が跳ね上がった赤みがかった長髪と、白人の鼻の高さを極端にデフォルメした鳥のくちばしのような鼻が特徴的。旧昭和アニメ版では009と同等かやや低い身長設定であったが、新昭和版アニメから以降は白人のアメリカ人男性らしく長身となった。独特な高過ぎる鼻だがゼロゼロナンバー内では009と004と並び二枚目に分類される。
『RE:CYBORG』や『CALL OF JUSTICE』では鼻が普通の高さに変更された。
改造までの経緯
元はニューヨークのウエストサイドに住むストリートギャングのリーダーだったが、対立するグループのリーダーをナイフで刺し、逃走していたところをブラックゴーストに拉致され改造された。NY市ウエストサイドの不良青年の設定ゆえに初登場時は『ウエスト・サイド物語』を連想させる踊りを披露していた。平成版アニメでは、相手を刺す前にパトカーのサイレンを聞いて逃げたところを拉致された設定になっている。なお、放送開始から間もない頃にホビージャパンに掲載された設定資料には全く異なる改造経緯が記載され、放送当時の公式サイトにもそれが掲載されていたが、その後放送された本編では前述のように原作に近いものに改められた。
能力
両脚部に埋め込まれた飛行ユニットによりマッハ5で空中を自在に飛ぶことができる。このため他の仲間を抱えて飛行・戦闘する場面も多い。高速飛行のためボディの軽量化が図られており、強度の面を多少犠牲にしている。仲間の中では009=島村ジョー以外で唯一加速装置を持ち、原作と新昭和版アニメでは002の加速装置はマッハ5で行動可能とされていた。009=島村ジョーの加速装置はマッハ3。しかし原作では初期をのぞいて002が加速装置を使う描写はほぼなくなり、新昭和版アニメでも設定上は加速装置を持っていたが、本編で使われることはなかった。平成版アニメでは002の加速装置は復活したものの、初期型でその性能は009=島村ジョーの加速装置には及ばないと設定変更された。『地下帝国ヨミ編』のラストで半死半生となりギルモア博士による再改造手術を受け、『怪物島編』以降は改良された新しい身体を使用している。不良時代にストリートファイトに明け暮れていたためか彼なりの喧嘩拳法を身に着けており、白兵戦でも善戦を演じることが多い。制空権を握れる唯一のゼロゼロナンバーでもある。上昇高度には制限はなく成層圏を突破し宇宙空間でもある程度は活動可能である（ただし、燃料が満タンでも帰れない片道切符であり大気圏突入対策の改造もされてない為に燃え尽きてしまう）。
『イシュタルの竜（シルシュ）編』では、素足の裏に開いた噴射口と、点火スイッチと思しき部分（腋の下、およびそこに接する上腕内側に露出）が確認できる。
GOD'S WAR編での相違点
目にも留まらぬ速度で飛行することが可能となったことで、よりアクロバティックな空中戦を披露している。
非戦闘時
普段はNY市に住んでいる。原作と新昭和版アニメでの職業はカーレーサーで、レーサーをしながらボランティアで不良少年の更生に携わっていたことも。その為に同じカーレーサーである009こと島村ジョーの良きライバルで親友と言うポジションである。他に原作ではアメリカンフットボールの選手として描かれたこともある。劇場版の『超銀河伝説』での職業は闘牛士で、平成版アニメでは特定の職業に就いている描写はなかった。原作の『イシュタルの竜編』では探偵を名乗り、石ノ森章太郎の絶筆となった完結編の小説でもNY市に小さなオフィスを構える探偵として登場する。
平成版アニメの「張々湖飯店奮闘記」では、海外組(002・004・005・008)メンバーの中で唯一張々湖飯店での就労経験がなかった（と言うよりは反発して習わなかった）ため、生活面においては料理の面だけは相当苦戦している様子。
性格
クールさと熱情を併せ持ち、行動力に長け、仲間を大事にする。後述の004と同じく気障な性格であるが聡明な004と違い、直情的でやや単細胞であるが、それ故に女性の003を除いては性根のまっすぐさと裏表がない性格から009が一番近く心を寄せている。欧米人らしからぬ人物で上品さは持ち合わせておらず、悪く言えば粗暴で良く言えば自分の気持ちに正直である。新昭和版アニメの第1話から009とコンビで活躍しており、同じレースに出場しギルモアから招集がかかった為に共にレース後に応じる予定だったが、レース中に敵の攻撃を受けている（その後に仲間と合流した迎撃の際に001からの指示編成でドルフィン号二世より先に009を抱え飛行し先に出動している）。不良時代の攻撃性は影を潜め、原作では気さくで協力的で案外と穏やかな性格にも描かれている。気障な所もあり、また時や場合もしくは相手に応じて言葉遣いを変える柔軟性や、謎や物事に対する洞察力や分析力の良さなどもしばしば見受けられる。新昭和版アニメでは頼れる兄貴といった感じであったが、平成版アニメでは直情的で攻撃的、不器用でやや短絡的なところのあるキャラクターとして描かれた。原作者直筆の一作目の漫画版では宇宙空間に居る009を救いに行き成り行き上共に大気圏突入の際に心中する事になり（続編では存命が確認されたが）、やはり009の親友的ポジションの人物である（旧昭和版アニメでも同じ様な最終回であるが2人とも無事に生還しハッピーエンドとなっている、水面に着陸した為にお互いの体内メカのラジエーター代わりとなり、大気圏突入後に冷却され、生存出来たとされている、なお平成アニメ版でも同じ最終回であるが同じく『GOD'S WAR編』で生還を果たし2人とも戦線には復帰している）。戦闘時での真剣身は本物で新昭和版アニメの第1話でも共に先発出動し敵の巨人（ネオ・ブラックゴーストの先兵であるが、この時点ではゼロゼロナンバー達には発覚していない）を009と共に足止めしてたが不意を突かれた009が負傷し小型原子炉付近をやられ「いざとなったら002、君だけでも逃げてくれ」と言う009に「何を言ってるんだ」と最後まで見捨てず身を挺して盾となり庇った（間一髪で005が踏み潰されそうな2人を救っている）。逆に平時のレース時には握手を求める009に対し跳ね除け「相変わらず甘ちゃんだな、このレースは俺が頂くぜ」と悪態付きながら009のフェアな純粋さを嬉しく思っていた。
『地下帝国ヨミ編』終盤のセリフから普段は神を信仰していないことが窺われ、『天使編』ではソドムとゴモラやノアの洪水を例に挙げて「神は必要とあらば限りなく残酷になる」と語っている。平成テレビ版アニメでは序盤で自ら「神を信じていない」と明言している。反面、超常・怪奇現象の発生に対しては「保守的な科学者みたいな」懐疑的な態度は取らず、率先して謎の解明に取り組む姿勢も見られた。
ギターなどの楽器を嗜む場面も見受けられ、仲間の前で弾き語りを披露したことも。女性ゲストと恋に落ちることも多い。
その他
モデルはアメリカの俳優のジェームズ・ディーン。ジェット・リンクという名前は映画「ジャイアンツ」でジェームズ・ディーンが演じた役名をそのままもらって付けた。

#### 002の関係者
ナタリー
声 - 松島みのり
新昭和版アニメのオリジナルキャラクター。ジェットのかつての恋人。孤児であり、精神的に幼い一面がある。再会時は喜んでいたものの、事件に巻き込まれた仲間への血液提供を拒んだジェットを冷血漢と誤解してしまう。ジェットは正体を明かすこと無く彼女の元を去った。
『英雄の条件』のゲストキャラクター
『英雄の条件』は、平成版アニメのオリジナルエピソード。
キャシー
声 - 彩木香里
ニューヨークに落ち着いたジェットの近所の女性。夫に出て行かれて苦労しており、定職につかず息子に夢物語（だと思っている）ばかり聞かせるジェットを毛嫌いしていた。所謂、シングルマザーで下記の息子ジミーに「妄言を吹き込むな」とジェットに抗議したが火災から自分を救ってくれたジェット＝002（ゼロゼロナンバー）は実在した事を確信し最後には感謝した。
ジミー
声 - 亀井芳子
キャシーの息子。母親とは逆にジェットを慕い仲が良く、彼から聞かされるサイボーグ002の活躍譚（ただしかなりジェットが尾鰭をつけている）に憧れている。しかし彼にとっては母を救ってくれた事を目の当たりした002＝ジェット・リンクこそ最高のヒーローである。

### 004=アルベルト・ハインリヒ
声 - 大竹宏（劇場版第1・2作）、大竹宏→内海賢二（TVアニメ第1作）、嶋俊介（ラジオ第1作）、山田俊司（TVアニメ第2作、劇場版第3作、メガドライブ版ゲーム）、飛田展男（TVアニメ第3作）、神奈延年（ラジオ第2作）、中井和哉（朗読劇）、大川透（RE:CYBORG）、東地宏樹（VSデビルマン）、日野聡（CALL OF JUSTICE）
概要
28歳（旧、新）30歳（平）。9月19日生まれ。ドイツ人。あだ名は「死神」で日本人にとって四（し）＝「死の番号」の逸話から原作者が彼のポジションを決定した。全身武器の戦闘用サイボーグで、チームの“主砲”とも呼べる存在。秋田書店サンデーコミックス第9巻で、初めてアルベルト・ハインリヒと呼ばれるが、アニメでは作品によって「アルベルト」と呼ばれる。平時においてはゼロゼロナンバーでは009に次ぐサブリーダーであり、決定権は司令官のギルモア博士や司令塔の001に譲るものの、現場で009と別行動する際には残りの隊員に指示を出すこともあり、ドルフィン号内部でも行動指示を行う時もある。あるいは009が戦闘不能の際にもサブリーダーとして活躍する。
容姿
“メカ目”（瞳を描かない形で表現される、極端な三白眼。目の色はごく薄い水色）と銀髪が特徴。ヘアスタイルは石ノ森の画風の変化に伴い、初期はショートカットか坊ちゃん刈り、後期ではボブと頻繁に変わっている。平均的なドイツ人と違い身長は高くなく009と同程度である。鼻は旧昭和アニメ版では002程ではなくやや高めだが新昭和アニメ版では009と同程度の端整な顔立ちである。
改造までの経緯
冷戦時代、旧東ドイツから恋人ヒルダを西側へ連れ出すために検問所を突破しようとするが失敗。銃撃によりヒルダを失い、自らも重傷を負って昏倒したところを、救急隊を装ったブラックゴーストに連れ去られて改造された。重傷で生身の体のほとんどが使い物にならなくなっていたという理由で、身体機能の大部分を機械化。生身の部分は生命維持のための最低限度のものしか残っていない。この時サイボーグ製造チームは、人体のどこまでを機械化することが可能なのかという、改造技術の限界に挑んだとされる。さらに、設計コンセプト上、単体で一個中隊に匹敵しうるだけの戦力として位置づけられていた。
能力
右手の指は6ミリ＝.24口径のマシンガン（原作第1話では、ブラックゴースト団の科学者たちにレーザー光線のようなものを発射し相手を痺れさせており、スタンガンのような武器として描かれた）、左手は指がダーツ型手裏剣、手の甲の側面はレーザーナイフ、眼球は狙撃能力を強化した照準眼、大腿部にマイクロミサイルを装備、果ては体内にヒロシマ型原爆まで組み込まれている。戦闘時は最前線で戦うことを常とするが、001=イワンの睡眠時には彼に代わりチームの参謀役としても活躍する。006の直接の「火炎放射」は例外としてメンバーでは断トツの火力兵器である。加速装置などはないが元々「白兵型サイボーグ」として改造されているため機動力も他のゼロゼロナンバーと比べても上位に入る。
超銀河伝説での相違点
右手はマシンガンではなくレーザーガンに変更されている。
GOD'S WAR編での相違点
右手のマシンガンの弾丸が光線状の誘導弾に変化しており、5本の指から放たれる砲火を自在に操り、確実に標的を破壊できるようになった。また、レーザーナイフが手首から肘までの、刃渡りの長い物に変更されている。
非戦闘時
普段はドイツで長距離トラックの運転手をしている。『超銀河伝説』ではスキーヤー。金属部が剥き出しのマシンガンアームを人目から隠すため、服装は基本的に長袖で、常に手袋を着用。後にカモフラージュ用の人工皮膚を付与され、半袖のシャツ姿で旅行をするシーンも見られる。
性格
虚無的でニヒルな皮肉屋。時にタカ派的な言動をとりがちだが、本質的には非常に優しい性格で、一度信頼した相手には助力を惜しまない部分もある。メンバーの中で最も改造箇所が多いため、肉体に対する思いも殊の外深く、己の体を含めコンピュータ制御など機械仕掛けのものを忌み嫌う傾向がある。その一方で、自身の機械の体に対し愛着があるとも告白、「肉体は精神の入れ物に過ぎない」との発言もあり、自分がサイボーグであることに関しアンビバレンスな感情を抱いていることも自覚している。しかし、自分の肉体改造にコンプレックス抱いている事も事実であり、改造手術直後の009が物珍しそうに彼の能力に見惚れていたが（勿論、009はこの時点で004より恐ろしい能力が自分に有る事を全く理解していない）、悪意とはとってないにしても「じろじろ見るんじゃねぇ」と瞳を伏せ気持ちを伝えている（平成アニメ版）。リーダーである009=ジョーの精神面の甘さを危惧しての助言や進言をする場面も多く、それゆえの憎まれ役を買って出ることもしばしばである。しかし同じくペシミストの007=グレートとは馬が合うのか、皮肉な言葉のやり取りをしシニカルな談笑をすることも。インテリであるという性格付けをされており、美術評論家と付き合いがある（『アフロディーテ編』）ことや、かつて高名な作曲家からピアノの指導を受けていた過去（『雪割草交響曲』）もある。大のナチス嫌いであり、ドイツ民主共和国など本気で憎悪する相手を「ナチ」と罵倒することがある。直情的な002とは違うタイプのクールかつ気障な性格であるが聡明が故に疑り深く「仲間を守る為には相手も疑う」という信念の持ち主であり、チームリーダーたる009の優しさをも「甘い」と断じていたが、「騙されても良いから僕は人を信じたい」という彼の考えに徐々に感化され、理解を示していく。002とは違い親友とまでは行かないが誰よりも009を認めており、サポートは惜しまない。
恋人ヒルダを失った心の傷は根深く、彼が主役の話ではたびたびその場面が回想される。女性に対しても冷淡な態度を取ることが多い。逆に新昭和版アニメでは昔の恋人に苦悩していた009に対し007が嘲笑とも近い批判をしたが彼は「俺には009の気持ちが分かるぜ」と激怒に近い擁護をし、007は「悪かったよ、お前が恋人（ヒルダ）を亡くしたのを忘れていた」と謝罪した。第2期『地下帝国ヨミ編』、第8期『時空間漂流民編』では女性ゲストと心通わせるエピソードも見られるが、いずれも悲劇に終わっている。原作漫画版で壮絶な最期を遂げた009と002に特に最愛の009を失った003は号泣し悲しんだが、それに対し詩人の様に諭し彼女を慰めた（勿論、004も悲しかったが水上で他のメンバーと共に2人の最期を無念ながら見送った）。または新昭和版アニメの劇場版である『超銀河伝説』では自分を犠牲にし仲間を守り死亡したが結果的に生還している。
原作・平成版アニメの短編『機々械々』では、自分の能力を完全にコピーし、動きを予測しかつ疲労を感じないロボットと戦うが、相手が人間性を持たぬゆえに動きを予測されずに逆転勝利している。平成版アニメでは002=ジェットが好戦的な性格を強調されていたが、004=ハインリヒは原作より温厚で分別ある性格に修正されている。
その他
そのキャラクター性から9人の中でも特にピックアップされて扱われることが多く、『超銀河伝説』では009=ジョーに次いで物語の大きなウエイトを占める。のちの石ノ森の作品である『佐武と市捕物控』、『マンガ日本の歴史』にも、戦闘の名手・皮肉屋・瞳の無い眼といった同様の造形のキャラが度々登場している。

#### 004の関係者
ヒルダ
声 - 川島千代子（劇場版第3作）、小池亜希子（TVアニメ第3作）、関根明子（ラジオ第2作）
004=ハインリヒの婚約者。ハインリヒと共に西ベルリンに亡命しようとするも失敗し、東ドイツ警備兵に射殺された。原作やアニメのほとんどの髪型はショートカットだが、『超銀河伝説』のみポニーテールになっている。
『機械仕掛けの心臓編』のゲストキャラクター
『機械仕掛けの心臓編』は、石ノ森章太郎デジタル大全21巻収録。このエピソードは、2020年現在、アニメ化されていないが、『サイボーグ009 ドラマCD LOVE STORIES』としてドラマCD化している。
香嶋奈々（かしま なな）
声 - 伊藤静（ドラマCD）
掲載時及び初版コミックでは小学6年生。重版やコンプリート版では高校生となっている。親にはあまり構ってもらえなかった様子でその寂しさのあまりに不良を気取り、友人の麻薬取引に首を突っ込んで絡まれていたところをアルベルトに救われる。

### 005=ジェロニモ・ジュニア（G・ジュニア）
声 - 増岡弘（劇場版第1・2作、TVアニメ第1作）、塩見竜介（ラジオ第1作）、田中崇（TVアニメ第2作、劇場版第3作）、大塚明夫（TVアニメ第3作）、大友龍三郎（ラジオ第2作）、江川央生（朗読劇）、丹沢晃之（RE:CYBORG）、小山剛志（VSデビルマン）、乃村健次（CALL OF JUSTICE）
概要
31歳（旧、新）27歳（平）。12月25日生まれ。ネイティブアメリカン（インディアン）。あだ名は「アイアンマン」。秋田書店サンデーコミックス第7巻で「ジェロニモ」として初出。同第15巻まで他の名前はない。「ジュニア」が姓なのか、他にファミリーネームが存在しているのかは不明。作品によっては「ジェロニモ・JR（JRに「ジュニア」のルビ）」の表記も見られる。平成版アニメのみ「G・ジュニア」表記になっている。
容姿
メンバーの中で最大の巨躯に褐色の肌を持ち、髪型はいわゆるモヒカン、顔には赤い線がある。他のゼロゼロナンバーの少なくても1.5倍ぐらいの身長である。普段はスカーフや長袖を着こんでいるために人目に曝されることはないが、全身にはおびただしい数の経緯不明の傷跡が残っている。現実には珍しいことではないが、平成版アニメでは「アパッチ族の英雄と同じ名を持つ彼が、モヒカン族に象徴されるヘアスタイルをしているのはおかしいのではないか」との理由で呼び名が変更された。
『RE:CYBORG』や『CALL OF JUSTICE』では髪型が変更され、能力を発動する時のみ赤い線が出るようになった。
改造までの経緯
インディアンとして差別迫害を受けて定職にもつけず、仲間たちが民族のプライドを捨てて見世物じみた仕事についていることに怒り失望していた時に、ブラックゴーストに「仕事がある」とサイボーグ手術されることを隠してスカウトされ改造手術を受けた。平成版アニメでは差別的な描写への配慮から、ブラックゴーストに丸め込まれた雇い主に仕事を解雇させられてしまい、ブラックゴーストに連れて行かれるという設定になっている他、原作にもあるインディアンのリザベーション（インディアン居留地）問題を暗に示すなど、時事に沿った脚色がなされている。
能力
砲撃にも耐える強固な装甲皮膚と、超高出力エンジンと最新式の人工心臓による100万馬力（後に1000万馬力に改造）の怪力を持つ。サイボーグの発揮しうる馬力を極限まで高めることが目的とされている。加えて防御力も高く仲間の盾となる時も多く『剛力無双』とは彼にそのまま相応しい言葉である。そのため、岩石を投げつけたり、戦車の砲身をへし曲げたり、ミサイル弾を拳で打ち落とすなど、素手を最大の武器とした戦闘が目立つ。他のゼロゼロナンバーに比べると効率的な戦闘スタイルとは言いがたいが、仲間を庇い被弾したり、落下物を受け止めたり、障害物を除去するなど、防御や破壊工作にはうってつけの存在。スーパーガンも装備しているが、滅多に使用しない。機動力では他のゼロゼロナンバーより劣り、俊敏な敵に翻弄される場面も多い。サイボーグとしての能力とは別に、元々シャーマンのように自然の声を感じ取ることが可能で、動物や精霊と言葉を交わすことができる。
GOD'S WAR編での相違点
さらに力が増しており、地面を突いて地割れを起こし、一度に多くの敵を亀裂に陥れ倒している。
非戦闘時
普段はアメリカで、その怪力を生かせる高層ビル建築現場などの作業員として働いている。原作や昭和版アニメでは、メンバーの再招集がかかるまでアメリカ南西部の牧場でカウボーイの仕事を行っている姿が描かれている。
性格
無口で心穏やかな平和主義者だが、口にする言葉は大抵は重く、哲学的である。大地の精霊らと語らうため、大自然の中で精神の統一を試みることを好む。自然に逆らうことなく共生するという、部族の伝統的な価値観や世界観を何より大事にしており、サバイバル術にも長けている。言葉に出すことは滅多にないが、仲間に対する心遣いは篤く深い、頼れる存在である。しかしその一方で、朴訥ながら芯の強い性格を利用されてしまう話も稀に見られる。純朴で優しく口数は少ないがメンバーからも、それは理解されている。
原作や新旧昭和版アニメでは、当時のインディアン描写としてはステレオタイプの、助詞の抜けた片言で会話している。平成版アニメではこれが改められ、より理知的な印象の人物となった。字幕の色は茶色。

#### 005の関係者
爺さん
声 - 沢りつお
新昭和版アニメのオリジナルキャラクター。ジェロニモと共に牧場を営んでいた老人。第1話では連絡を受け旅立とうとするジェロニモを引きとめようとした。第10話でジェロニモが帰郷した際は「日本に戻れ」と冷たくあしらうが、実はインディアンの反乱に彼を巻き込むのを恐れ、また反乱の首謀者でジェロニモの親友コチーズ（声 - 飯塚昭三）の豹変ぶりを彼に見せたくないがためであった。

### 006=張々湖（ちゃん ちゃんこ）
声 - 藤村有弘（劇場版第1・2作）、永井一郎（TVアニメ第1作）、湯原昌幸（ラジオ第1作）、はせさん治（TVアニメ第2作、劇場版第3作）、茶風林（TVアニメ第3作）、塩屋浩三（ラジオ第2作）、龍田直樹（朗読劇）、増岡太郎（RE:CYBORG）、水島裕（VSデビルマン）、真殿光昭（CALL OF JUSTICE）
概要
40代後半（旧、新）42歳（平）。2月29日生まれ。中国人（原作及び平成版アニメでは広東省出身）。あだ名は「もぐら」。どんな時でもマイペースなムードメーカー、ギャグメーカー。張々湖の初出は秋田書店サンデーコミックス版第5巻。
容姿
背が低く丸々した体型。小さな目と丸い大きな鼻、両端がカーブした細い八の字髭が特徴。
改造までの経緯
元は貧乏な農民で、干ばつのため、生活苦にあえぎ、首を吊ろうとしたところをブラックゴーストに連れ去られて改造された。平成版アニメでは中国の改革開放政策に乗って多角経営を行い、失敗したレストラン経営者（パーティーの席で披露した宴会芸が原因でレストラン本店が焼失し、その後も不幸が相次いだ）と設定されており、上海にいる場面も数回登場した。
能力
体内に高圧縮エネルギー炉を内蔵し、高熱火炎（もしくは熱線）を口から放射する能力を持つ。地面を溶かして地中で行動することも可能。この能力に応じて、肉体も耐熱性に優れている。度々緊急時の回避に役立っており、退路を作る以外にも抜け穴を再び溶接し隠蔽するなどの機転も見せている。鼻の部分は着脱可能で、他の仲間に鼻を握られたり押されたりして無理やり火炎を噴射させられる描写もある。火炎放射の能力を、料理や喫煙など日常生活においてもフル活用している。
いざという時は、体型に似合わない機敏な動きや中国拳法の技を見せ敵を翻弄するトリックスターでもある。サイボーグとしての能力なのか元来備わっているものなのかは不明だが、嗅覚も鋭く、料理に盛られた毒に気づき、仲間を救ったこともある。特技はいわゆる中華料理全般。ゼロゼロナンバーは普通の人間と同じ食物を摂取するため、作戦行動中もあらゆる手段でゼロゼロナンバーの食生活に気を配っている。日常時に差し入れをしたり、外出時には弁当を持参する場面が多い。しかし、和風の中華料理しか作れないのが悩みの種となっている。他にも、催眠術や手品も得意。
平成版アニメではゼロゼロナンバーに料理法を教え、赤ん坊のイワンと反発したジェットをのぞいたメンバーはそこそこの料理を作れるようになっている。地中用メカモングランの操縦および張々湖飯店のオート三輪の運転も行うが、料理とは違ってどちらもギャグのネタになるほどひどい腕前である。
GOD'S WAR編での相違点
火炎放射が尾を曳く龍の形となり、火力と飛距離が大幅に増した。これにより、対象物の周囲を囲みこみ範囲を狭めてから焼き払うなど、より変化自在な戦闘が可能となった。
非戦闘時
普段は日本で中華料理店「中華飯店 張々湖」のオーナーシェフを務める。当初は1人で経営していたが、その時の店舗は第2期『地下帝国ヨミ編』序盤で従業員たちに権利譲渡し、後に007=グレートとの共同経営による新しい店舗を経営している。店はゼロゼロナンバーの活動資金を得るためのもの（第7期『張々湖飯店繁盛録編』）で、後期にはゼロゼロナンバー以外の従業員が登場する（第7期『黄金の三角地帯編』）など経営は順調な様子。RE:CYBORG作中では、店を世界規模の中華料理チェーンにまで成長させている。
性格
のんびりした食いしん坊で、着地に失敗しすっ転げたり、尻餅をつく場面が多くズッコケキャラの印象が強い。煙管をふかす場面もしばしば見られる。その大らかさから「張大人（ちゃん・たいじん）」と呼ばれることもあり、どんな状況においても大らかで温厚な態度を崩さず、独特な口調で話す。原作や新旧昭和版アニメでは関西弁的な言葉遣いで語尾に「〜アルヨ」「ヨロシ」などをつける当時の中国人描写にありがちな口調（アルヨことば）だったが、平成版アニメでは同じく関西弁風ではあるが、不思議な訛りのある口調に変更されている。従来の差別的とも取られがちな口調を改める際に、張々湖役の声優茶風林は中国語を学び、独自のイントネーションを掴むのに役立てたという。
他のゼロゼロナンバーに比べサイボーグ化された悲運を嘆く場面は少ない。原作では、事件への感想などで漢詩や故事を引用している場面がたびたび登場する。

#### 006の関係者
上記の通り、中華料理店「中華飯店 張々湖」を経営しているが、従業員の名前は明かされていない。

### 007=グレート・ブリテン
声 - 曽我町子（劇場版第1・2作、TVアニメ第1作）、肝付兼太（ラジオ第1作、TVアニメ第2作、劇場版第3作）、長島雄一（TVアニメ第3作）、難波圭一（ラジオ第2作）、小野坂昌也（朗読劇）、吉野裕行（RE:CYBORG）、郷田ほづみ（VSデビルマン）、佐藤せつじ（CALL OF JUSTICE）
概要
40代後半（新）45歳（平）。旧昭和版のみ9歳の子どもになっている(詳細は後述)。4月1日生まれ。
その名のとおりイギリス人（リバプール出身）。あだ名は「カメレオン」。新昭和版アニメでは「ブリテン」と呼ばれる。海外で放映された平成版アニメの英語吹き替え版では、“G.B.”（ジービー）と変更されている。禿げ頭で矢印鼻のひょうきんな男。秋田書店サンデーコミックス版第5巻でグレート＝ブリテンの名が初出。同第12巻では「キングダム」と呼ばれる。
改造までの経緯
元は英国王立演劇スクールを卒業した経歴を持つ超一流の舞台俳優だったが、酒で身を持ち崩して役者としても落ち目となり、浮浪者同然になっていたところをブラックゴーストに拉致されて改造された。
新昭和版アニメでは、舞台のオーディションに落選して自信を喪失した際、役者のライバルでもある親友・ブラウンと山登りに行った時にブラウンが事故で転落、グレートが故意に落としたと誤解され周囲から白い目で見られるようになり、酒浸りになった。同じく役者仲間のランドルフ（声 - 増岡弘）の出演する舞台で、彼の代役をこなしたこともある。平成版アニメでは、役者としての栄達と引き換えに、最大の理解者でもあった恋人のソフィーを捨てた過去があり、その負い目から酒に逃げるようになった。こちらでは、自分たちを狙ったブラックゴーストの攻撃に巻き込まれて負傷した役者仲間のフィリップ（声 - 平田広明）の代役を務めた。
能力
でべそに仕込まれたスイッチを押すことで、自身の細胞の分子配列を変化させることができる。この機能により、人間はもちろん、消費財以外のあらゆるものに変身可能。また、映画『超銀河伝説』では敵の宇宙人に変身した。部分的な変身もでき、変身したモノの能力も再現できる。特に、鳥に変身して空から偵察・尾行する場面が多い。巨人や小石などにも変身できるが、質量の変化については不明。アメリカンフットボールの試合に出場していた002にコンタクトするため、ボールに変身したこともある。細胞の分子配列変化を応用し透明人間の如く周囲の景色に完全に溶け込むこともできる。当初は戦闘服が能力に対応していなかったため、変身時には戦闘服を脱ぐ必要があったが、後に戦闘服を着たまま変身できるようになる。平成版アニメでは最初から戦闘服を着たまま変身できる設定に変えられた。
作戦行動時には、これらの変身能力と演技力で相手を翻弄する。特に諜報活動を得意とし、潜入調査から調略まで自在にこなす。原作でのネオ・ブラックゴースト総統との戦いでは、変身能力に加えて鏡を利用したトリックで総統を葬り去る大殊勲を挙げた。汎用性に優れ、あらゆる状況下において万能な活躍を見せるが、両手の自由を奪われるなど、スイッチを押せない状況では苦戦する。
旧昭和版アニメでは設定を子どもに変更され、変身時にへそのスイッチを押す描写はなくなった。しかし、変身能力やコメディリリーフ的な役割は変わらず、009や003と共に主役級のキャラクターとして描かれていた。その影響により、「年寄り扱いされるのを嫌い子供に改造してもらった」という設定で原作でも子どもの姿で登場したことがある。機動力の009、002や火力兵器の004、006、剛力の005とは異なり、通常の戦力には分類されないが、レーダー役の003と並び、神出鬼没で伏兵的な役割を担い、特に変化能力は大型鳥類（鷹、鷲、コンドル等）にも成れるので制空権で002が物量的に不利な時でも援護出来る（仲間も抱える事も可能）。
GOD'S WAR編
相手の体に乗り移り操る能力を得た。
非戦闘時
普段はイギリスで舞台に立ち、芸として変身能力を披露したり、日本で006=張々湖が経営する「中華飯店 張々湖」の共同オーナーとして働いたり（006=張々湖からは従業員扱いされている）している。一般人相手にサイボーグ能力を人助けの手段、あるいは舞台での早変わり芸として披露することが最も多く、その時は変装と偽っている。
性格
ゼロゼロナンバーのムードメーカーで、006=張々湖と共に場を和ませるギャグメーカー。緊迫した状況下で連発される彼の変身能力を交えたボケは仲間に受け流されることも少なくない。最も感情を豊かに表すが、本来の性格はペシミストで、シェイクスピア劇のような台詞回しを好んで使い、厭世的な警句を発して事件に対し痛切な批判をする一方で、好んで道化を演じている節もある。普段、賑やかにおどけていることが多いだけに、時折見せるシリアスな一面はより一層強い印象を残す。作中、自分の腹がたるんでいるのを気にするシーンがいくつか見られる。
006=張々湖とは良いコンビで互いを人生の友と認める仲。一方でチームワークを何よりも大切にする面もあり、004=ハインリヒが002=ジェットと仲違いをし出て行った際には自ら002=ジェットに変装し、004=ハインリヒが戻ってくるよう取り計らった（第7期『サイボーグ戦士、誰がために戦う!編』）。自分の能力を使えば誰にでも変身することができるため、その能力を使って美青年に変身し女性を口説いたことがあったが、その恋が悲劇的に終わったことにより、私生活で別人になることはやめている（第7期『変身編』）。原作と平成版アニメでは親友に探検隊を率いるバン・アレン卿（声 - 川久保潔）がいる（『黄金ピラミッド編』）。
その他
「007」が「諜報活動」に優れた「イギリス人」という設定はジェームズ・ボンドへのオマージュ。また、原作では、「007は」「殺しの番号」というシーンもある。

#### 007の関係者
『変身編』のゲストキャラクター
『変身編』は、石ノ森章太郎デジタル大全24巻収録。このエピソードは2020年現在、アニメ化されていないため、このストーリーで登場するキャラクターは全員、アニメ未登場。
尾形梨江子（おがた りえこ）
007=グレートの昔の片思い相手に似た雰囲気を持つシェークスピアファンの日本人大学生。美男子に化けた007に一目惚れをしてしまい、彼をデートに誘う。舞台俳優志望ということもあり、元一流俳優の007とは性格も一致したものの、先天的な遺伝子異常のため急死してしまう。007が話しかけた際に、怖がって逃げてしまったことに007が憤慨し、美男子に変身したのが交際のきっかけであったが、交際していく内に真実を話すべきかの良心の呵責に悩み、真実を話せないまま彼女が亡くなってしまう。このことをきっかけとして、007は私生活では変身能力を使わないと決意する。

ヘンリー・ブラウン
声 -  森功至
新昭和版アニメのオリジナルキャラクター。007のかつての友人にしてライバルだった元俳優。
2人はシェイクスピア演劇の主役オーディションで雌雄を決してブラウンが勝利したものの、長年念願だった役が取れずに腐って酒浸りになるグレートを立ち直らせるために、なじみの登山ガイド・クレイマーと共に三人で雪山登山へ向かう。が、事故でブラウンは崖下に転落し行方不明になってしまう。彼が行方不明になったことで、グレートは同じ劇団の役者仲間から恨みから事故に見せかけて彼を殺したと噂され劇団にいられなくなり、自暴自棄になって酒浸りになっていたところをブラックゴーストに付け込まれて連れ去られることになる。
ブラウンは九死に一生を得たものの役者を続けられる容姿ではなくなり、「役欲しさに、グルになって俺を殺そうとした」と007とクレイマーを恨み、わざわざネオ・ブラックゴーストに所属してクレイマーを異形のサイボーグに改造し、クレイマーの肉体をダシに007と殺し合いをさせる。
『倫敦（ロンドン）の霧』のゲストキャラクター
『倫敦（ロンドン）の霧』は、平成版オリジナルエピソード。
ソフィー
声 - 沢海陽子
グレートの昔の恋人。かつて一座を抜けて栄達のチャンスをつかむのか、それともチャンスを捨てて一座の仲間を取るかで悩むグレートを激励し、送り出した。
ローザ
声 - 沢海陽子
ソフィーの娘で母そっくり。かつてグレートとソフィーが演じた芝居『倫敦の霧』の主演女優。本人は「グレートの娘ではない」と自称していたが、ジェットは実子ではないかと推察していた。

### 008=ピュンマ
声 - 内海賢二（劇場版第1・2作）、野田圭一（TVアニメ第1作）、三波豊和（ラジオ第1作）、戸谷公次（TVアニメ第2作）、曽我部和行（劇場版第3作）、岩田光央（TVアニメ第3作）、古川登志夫（ラジオ第2作）、緑川光（朗読劇）、杉山紀彰（RE:CYBORG）、岡村歩（VSデビルマン）、石谷春貴（CALL OF JUSTICE）
概要
21歳（旧、新）、22歳（平）。8月20日生まれ。アフリカ出身（旧設定ではケニア出身。黒人奴隷描写への配慮からアフリカの某国出身と変更）。平成版アニメでは架空の「ムアンバ共和国」出身。あだ名は「人魚（マーメイド）」または「半魚人」。秋田書店サンデーコミックス第10巻で「ピュンマ」で初出。同第12巻では「ピューマ」。同13巻では「ピュンマ」に戻っている。姓の有無は明らかになっていない。
容姿
丸顔で坊主頭、半目気味の黒人青年。キャラクターデザインは二種あり、原作ではネグロイド系人種の特徴を極端にデフォルメした、当時ありがちだった「マンガ的な」デザイン。アニメ版のみの新デザインは、石ノ森の画風を踏襲した、より「リアルな」デザインとなっている。新旧昭和アニメ版では「眠そうな半開きの目に縮れ毛の坊主頭でぶ厚い唇」と言った如何にもステレオタイプの日本人による黒人のイメージ像であった。アニメでも初期は原作準拠のデザインだったが、劇場版『超銀河伝説』制作の際、脚本協力のジェフ・シーガルの「アメリカ輸出の時に人種差別と取られる」というアドバイスにより、デザインが変更された。
『GOD'S WAR編』や『RE:CYBORG』ではさらに変更され、『超銀河伝説』のデザインを基に顎が太く頬骨が目立つデザインとなっている。
改造までの経緯
原作初期の設定ではアフリカ原住民の酋長の家系に生まれた青年で、人身売買組織の奴隷狩りに遭い逃亡中にブラックゴーストに助けられ、そのまま拉致されて改造された。
この設定は現在では問題視されるため、平成版アニメでは原作にあった祖国の解放運動に身を投じたゲリラの闘士とされ、罠で自らの部隊が全滅した上に、ブラックゴーストに不意討ちを受けて攫われ改造された、と変更されている。このためゼロゼロナンバーで唯一、改造前から実戦経験を持つ“戦闘のプロ”となり劇中では、ゼロゼロナンバーの戦闘艦・ドルフィン号のメインパイロットおよび戦術要員として活躍する場面も多い（ゲリラには畑違いな潜水艦戦にまで通じていた）。
能力
深海活動用に改造されたため、両足の裏に噴射口が備えてあり、水流を噴射して水中で素早く活動できる推進能力や人工のえら、深海の水圧をはじめとする高重圧環境に耐える皮膚と内臓を持つ など、水中活動だけなら他の全員を凌駕する。体内の酸素ボンベも高性能で、宇宙などの真空中でも他のゼロゼロナンバーよりはるかに長時間活動可能。最高機である009直前に改造された後期戦士だけあって汎用性にも優れ、地上戦でも他のゼロゼロナンバーよりも有効に戦えるが、特殊能力は水中以外では活かせない。しかし元は独立運動革命メンバーであるため兵器の扱いには長け、航空機や潜水艦の操縦も可能でドルフィン号のメイン操縦士としても活躍している（平成アニメ版）。
地上での戦闘能力は基礎能力しかないため、005=ジェロニモと共に、ギルモア博士やゲストキャラの護衛に回ることも多い。作中では戦闘艇に居残り、戦闘艇の武装で他のゼロゼロナンバーを援護する場面もたびたび見られる。
後に第2期『地下帝国ヨミ編』で、胴体の大部分を失う重傷を負った。かろうじて残った頭部は彼を探しに来ていた009によってギルモア博士へ届けられ、修復の際に首から下の全身を銀色のうろこを持つ肌に改造された。当初はあまりに人間とかけ離れた自分の姿にショックを受けて落ち込むものの、全身のほぼ全てを機械に挿げ替えられた004=ハインリヒに励まされたことで、銀色の肌の体を受け入れ、罪悪感を感じて恐縮している博士に対して「素晴らしい体をくれた」と感謝の言葉を述べている。ギルモア博士はこの時、「深海の圧力に耐えられるようにするためにどうしても必要な改造だった」と弁解しつつ、「黒い肌よりも銀の肌の方が良いのではないか」との思いを003=フランソワーズに漏らしたものの、彼女から無自覚な偏見を鋭く指摘され、「創造主」の驕りに気付かされている。新旧昭和版アニメではこのエピソードについて触れられていない。平成版アニメでは、改造の動機について、今後の戦闘で死んで欲しくない一心から能力強化を行った、とされているが、003と008によって、ギルモア博士が自らの驕りを悟る、という展開となっている。
原作ではその後『裸足のザンジバル編』で再び黒い肌に戻っているが、どのような経緯があったのかは不明。第4期『神々との戦い編』では子どもを作れないという発言があり、その身体のために悲劇を生んでしまったことが語られる。
GOD'S WAR編での相違点
より高圧の環境下での戦闘に特化し、水中戦においては、周囲の水圧を操ることで、触れることなく敵の体を破裂させるという大技を身につけた。
非戦闘時
祖国で独立運動の中心人物としてゲリラ戦に従事したり、パークレンジャー（公園管理官）や密猟取締官などとして働いたりしている。平成版アニメでは、集めた食糧や医薬品を貧困地域に運搬するボランティア活動に従事している姿も見られた。
性格
大卒の学歴を持つため教養も高く、大陸の貧困や偏見・迷信を解消しようと努め、アフリカの自然を守ろうと考えている真面目な青年。字幕の色は黒色。温厚かつ誠実で一人称も009と同じく「僕」である（戦闘時で興奮した時のみ「俺」となる時もある）。それ故、009と被る為に後期改造型で高スペックながら目立たないポジションで不遇な扱いが多い。

#### 008の関係者
ピュンマの家族
両親と妹の存在が確認されているが、いずれも『黄金のライオン編』で殺された。
ジャッカ
声 - 徳丸完
新昭和版アニメのオリジナルキャラクター。ピュンマの仲間。かつては銃の名手と謳われた勇敢な戦士だったが、巨人にあっけなく敗北したショックで酒びたりになってしまう。
『アフリカ編』のゲストキャラクター
平成版アニメの『アフリカ編』は、完全なアニメオリジナルというわけではなく、原作の『ベトナム編』を改変している。
カボレ
声 - 高木渉
ピュンマの友人。初登場時は祖国解放ゲリラのリーダー。祖国が独立を果たした後はゲリラを引退して祖国の復興に従事している。
ママドゥ
声 - 置鮎龍太郎
ピュンマの友人。ブラックゴーストによってサイボーグマンに改造され、身も心も別人となりピュンマと対決して死亡する。

## ゼロゼロナンバーの関係者
個人的な関係者は、下記を参照
- #009の関係者
- #003の関係者
- #001の関係者
- #002の関係者
- #004の関係者
- #005の関係者
- #006の関係者
- #007の関係者
- #008の関係者

アイザック・ギルモア博士
声 - 八奈見乗児（劇場版第1・2作、TVアニメ第1作、劇場版第3作、メガドライブ版ゲーム）、高木均（ラジオ第1作）、富田耕生（TVアニメ第2作）、麦人（TVアニメ第3作）、檜山修之（TVアニメ第3作・若い頃）、青野武（ラジオ第2作）、大塚周夫（朗読劇）、勝部演之（RE:CYBORG）、牛山茂（VSデビルマン）、杉崎亮（CALL OF JUSTICE）
63歳。1月25日生まれ。ユダヤ系ロシア人（新昭和版アニメではアメリカ国籍）。大きな四角い鼻が特徴。科学者。（昭和版アニメではナチス傘下の研究機関、平成版ではソ連科学アカデミーに在籍後、）ブラックゴーストの研究員となる。ゼロゼロナンバーを改造したが、ブラックゴーストに造反し彼らとともに脱走、行動を共にするようになる。ゼロゼロナンバーの良き理解者でもある。ゼロゼロナンバーと共有する時間が増えるに伴い、感情を示す場面も多くなっていった。ブラックゴーストの科学者として自分がしてきたことを後悔している。しかし、自分にとっては子供のような彼らを戦いで死なせたくない意識から、ゼロゼロナンバーをパワーアップのために改造することには躊躇がない。リーダーの009や司令塔の001やサブ兼務の004とは違い実質的な司令官であり最終的決定権は彼にあるが、自分が脳改造まで施さなかったゼロゼロナンバーサイボーグには親子以上の愛情を示し、非情な選択も出来ない事もある。
専門は生体工学だが、ゼロゼロナンバーの戦闘艇も製作しているため機械工学全般に造詣が深いと思われる。ゼロゼロナンバーの修理や改造を001=イワンの手を借りつつも常に単独でこなしており、技術者としても高い技術の持ち主であることがうかがえる。
普段は日本のギルモア研究所に、001=イワン、003=フランソワーズ、009=ジョーと共に住み、ゼロゼロナンバーの予備パーツや戦闘艇などを製作している様子。
平成版アニメでは、当初は己の才能に慢心し、調子に乗って疑問を抱くことのなかった若者であり、冷戦期からなる長期的なスパンで行われたサイボーグ化計画において、その初期段階から設計や立案の面で参加して最終的には責任者のポストに就任した。しかし、歳月と研究の行き詰まりによって己の才能と研究方針に疑問を抱く老人となり、第2期サイボーグ計画（005〜）以降は組織への疑問や良心の呵責に囚われ、改造手術の執刀医を降板していた。そしてついにブラックゴーストのやり方に反抗心を抱くようになり、造反の機会をうかがっていた。そして009=ジョーの誕生が、その「機会」となった。
コズミ博士
声 - 滝口順平（TVアニメ第3作）
日本の科学者でハーバード大の頃からのギルモア博士の友人。幽霊島を脱出してきたゼロゼロナンバーを匿うことになる。その際、自宅の地下室を提供している。
生化学の世界的権威で薬品関係の研究を行なっているらしく、その成果を狙う組織に狙われることもあった。ブラックゴースト側のゼロゼロナンバーに拉致されてしまい、そこから救出された後、ブラックゴーストとの決着に向けて旅立っていくゼロゼロナンバーを見送ることになる。囲碁が趣味。

## ブラックゴースト
別名：黒い幽霊団。『誕生編』『地下帝国ヨミ編』及び旧昭和版アニメと平成版アニメに登場。ゼロゼロナンバーの生みの親にして最大の敵。
世界に死と戦争を撒き散らし、利益を得る「死の商人」。兵器製造企業や銀行家など戦争によって利益を得る組織や団体が資金を出し合って設立した世界規模の軍産複合体。
軍需産業を営みながら、民族運動や反政府運動を影から操り、世界情勢をも操作している、そのため、非合法組織だが冷戦下にある各国（の上層部）からはその存在を黙認されている。
冷戦の水面下で世界征服の野望を抱く第三勢力でもある。最終目的は、彼らの開発した商品（サイボーグ）により人類の滅亡（核戦争による）を回避した形でアメリカ合衆国とソビエト連邦の全面戦争を引き起こし、両国が弱体化し国際的指導力を失った際に台頭、世界を管理・支配することである。
その技術力はサイボーグ開発やロボット技術の軍事転用、レーザー兵器の量産など、すでに両大国を上回っている。その内情は、まさに民間軍事会社であり、紛争中の国家とその反対勢力の双方に兵器や戦闘要員を投入し、利益を上げている。指揮系統は国家の有する軍部のそれとさほど変わらないと思われ、その内部には、世界中からスカウトした科学者や技術者達からなる研究組織が存在しているが、組織内部の詳細については不明な点が多い。
拠点は世界各地に存在し、組織全体の本拠地は地下帝国ヨミである。
彼らを倒しても別の者たちが新たに争いを引き起こし、さらに再編成されてネオ・ブラックゴースト（新・黒い幽霊団）となる。ブラックゴーストの真の正体は、決して消えることのない人間の欲望そのものである。
ネオ・ブラックゴーストの行方を追跡していれば「神々との戦い」が早まっていたというナレーションが『黄金の三角地帯編』に登場するが、その描写が『天使編』あるいは『神々との闘い編』とどのような繋がりを持つかは明らかにされていない。

### 首領・幹部
スカール / 髑髏仮面（ドクロかめん） / ゴースト（TVアニメ第1作）
声 - 塩屋翼（メガドライブ版ゲーム）、若本規夫（TVアニメ第3作、パチンコ『RE:CYBORG』）、柴田秀勝（ラジオ第2作）
『誕生編』『地下帝国ヨミ編』に登場。ブラックゴーストの最高幹部の1人で表向きの首領。髑髏を連想させる黒いヘルメットとマントを身につけた怪人物。成層圏などを舞台とした来たる宇宙戦争などに向け「未来戦計画」を提唱、サイボーグ開発を実行した。ゼロゼロナンバーの成果を活かしたと思われる完成されたサイボーグであり、加速装置を内蔵している。サイボーグとなった時期は不明だが、原作では時期ごとにヘルメットの形状が大きく変化することから『誕生編』から『地下帝国ヨミ編』に至るまでの期間に少なくとも三度の改造手術を受けていると思われる。脳細胞を含む大部分の体内組織を大幅に改造しており、着脱可能な腕には伸縮自在のヤリ、腹部には熱戦砲を内蔵し、口からは溶解液（旧昭和版では毒ガス）を吐き、脳は胴体に内蔵されている。この身体構造により頭部を破壊されても009を圧倒した。
旧昭和版アニメでは死の商人集団・「幽霊同盟（ゴーストどうめい）」の盟主。
平成版アニメでは複数の爪牙を展開し、プラズマボールを発生させ009を攻撃している。
総統の体である魔神像内部に009=ジョーが潜入した際、009=ジョーと戦うが、内部を破壊しすぎたため総統に処刑された。
USAエディションでは、当初は生身の姿で登場し、ゼロゼロナンバーの反乱後に改造手術を受ける。ジョーとの最後の戦いでダメージを負いながらも生き残り、総統の下に回収されたが、総統の意に反する計画を進めていたことを責められ、処刑された。
『スカルマン』（アニメ版）においても、最終話にBRAINGEARの総帥として登場している。同作の主人公・御子神隼人（声 - 保村真）が瀕死の重傷を負った後で改造された姿だが、彼が選ばれた経緯や本作との繋がりは不明（その際、彼の息子らしき赤子が009＝島村ジョーに酷似していた）。
バン・ボグート / キング伯爵（TVアニメ第1作）
声 - 掛川裕彦（メガドライブ版ゲーム）、石塚運昇（TVアニメ第3作）
『地下帝国ヨミ編』に登場。ブラックゴーストの最高幹部で、表の顔は日本企業・三友工学の社長。ゼロゼロナンバー抹殺のため、自らサイボーグとしての正体を明かして襲い掛かってくる。地下帝国ヨミでは総統（魔人像）の忠実な下僕としてプワ＝ワーク人たちを支配していた。加速装置に加え、伸縮自在の腕、周囲の風景と同化する迷彩服、眼窩には熱線を発射する機械の眼球を装備し、スーパーガンの熱線を受けてもそのエネルギーを吸収し、放出する能力を持つ。009とは幾度も戦い、いずれも一対一では歯が立たなかったほどの実力の持ち主である。最終決戦における目にも留まらぬ超高速の激闘の末、2人の足音を聞き分けた004の手で倒される。
旧昭和版アニメでは全世界の独裁を目論む幽霊同盟の一員として登場。
平成版アニメでは地下帝国ヨミの実質的な指導者として描かれている他、原作では不明確だったスカールとの関係も描かれている（スカールに対し、ボグートは敬語で接している）。
上記の『スカルマン』（アニメ版）では、彼をモデルとしたアルカード・ヴァン・ヴォグートが登場。声も石塚運昇が担当。
総統 / ブラックゴースト団ボス（劇場版第1・2作）
声 - 山内雅人（劇場版第1・2作）、佐藤佑暉（メガドライブ版ゲーム）、上村祐翔、来宮良子、内海賢二（3名ともTVアニメ第3作）
『地下帝国ヨミ編』に登場。魔神像（アレス神像）を象った巨大ロボットで、3つの人間の脳髄によりコントロールされている。魔神像の表面からは高熱の熱線を放ち、脳の周囲には先端から熱線を放つ触手が装備されている。旧昭和版アニメでは不気味な人形の姿、平成版アニメでは姿は原作と同様でそれぞれ壮年男性・女性・子供とおぼしき口調で話し、昭和版劇場アニメでは人の脳を搭載した巨大コンピューター（原作の0012本体に酷似している）が総統とされていた。
『8マンVSサイボーグ009』
総統の新たな器として魔神像が復元される。スカールがデーモン博士を案内した黒い幽霊団の聖域では、オープンリール式の磁気テープ257万3500本の中に、ガモ・ウイスキー博士に移植され、未だに総統たちの頭脳データが保存されていることが明かされた。

ジュリア・マノーダ
『極北の幽霊編』に登場するネオ・ブラックゴーストの大幹部で、ナチス・ドイツやソビエト連邦で核開発を主導していた核物理学・原子力工学の権威。ナチスの敗戦直前にプロトタイプの水爆を試作し、『極北の幽霊編』の『ネオ・ブラックゴースト編』で発電用の核融合炉を作り出すほどの天才。世界中の油田の原油をゲル化させてエネルギー危機を引き起こし、ゼロゼロナンバーとギルモア博士を挑発、北極のネオ・ブラックゴースト基地に呼び寄せた。
かつてブラックゴーストに誘拐されサイボーグの開発に携わっており、当時ギルモア博士とは相思相愛の仲だった。しかしブラックゴーストに従順だったため、ゼロゼロナンバーの造反計画から除外され、ギルモア博士に対して愛憎半ばする複雑な感情を抱いている。
主目的が自分を捨てた恋人への復讐であり、組織を完全に私物化しているうえに、経済混乱、気象衛星の乗っ取りや世界各国への脅迫など、「武器や麻薬の販売による金儲け」「その資金力を使った世界の陰からの支配」を目的とするブラックゴーストの理念からははずれた感情的・非理性的な行動が目立つ。ただし、自分の娘を捨てたことへの罪悪感は見せており、スカールたちとは違って若干の良心は残っている。幼少時代、弟と火薬で遊んでいたところ、火薬が爆発。弟は死んでしまい、自身も顔にひどい火傷を負う（ギルモア博士によってうまく整形してもらうが、彼とのいさかいや憎しみから顔の皮膚がはがれていく描写がある）。最期は自殺した娘・安奈の亡骸を抱き、ゼロゼロナンバーとギルモア博士に石油を元に戻す方法を教えた後、アジトともに自爆した。

### ブラックゴースト側のゼロゼロナンバー
『暗殺者編』に登場する、ブラックゴースト側のゼロゼロナンバーサイボーグ。ヒトとしての原形を保っていない個体も存在する。
0010（ゼロゼロテン）
声 - 二又一成（TVアニメ第3作・二役）
兄＋（プラス）と弟－（マイナス）の双子のサイボーグ。能力は009と同型の加速装置及び電撃。双方が強力な電極であり、近づきすぎるとショートしてしまうため一定の距離を保って行動する。雨天や水中では電撃を発動できないが、2人になれば発動できる。
ブラックゴーストに忠実で、翻意を促す009や003の言葉に耳を傾けることなく攻撃を行っており、平成版アニメではさらにその非情さが強調されている。最初に－（マイナス）が登場し、圧倒的な力をもって脱出当初の実戦経験が少ない009たちを苦しめた。その後、ゼロゼロナンバーのチームプレイで弱点となる水中での戦闘を強いられるが、＋（プラス）が現われ形成を逆転させた。最後は001の指揮により009に誘導されぶつかり合いショートして死亡した。009は死なない限り触れ合うことができない2人の境遇を憐れんでいた。
劇場版第2作（原作のミュートス・サイボーグ編に相当）では後述のヘレナが0010とされ、彼らは0011となっている。
0011（ゼロゼロイレブン） / クレイマー（TVアニメ第2作）
声 - 笹岡繁蔵（TVアニメ第2作）、大川透（TVアニメ第3作）
多脚機動兵器型のサイボーグ。楕円体の体に6本の脚部という姿で、本体側面に多数のビーム砲、粘着弾発射装置を備える。脚部底面のジェット、もしくは脚部を収納して高速回転することによって飛行も可能である。
一人称は「わし」（平成版アニメでは「俺」）。ブラックゴーストの野望やサイボーグ同士の争いに興味はないものの、化け物のような醜い姿を心底嫌がっており、自身の肉体を取り戻すことを条件に009たちに戦いを挑む。原作および平成版アニメでは妻と娘がおり、彼女たちに会いたい一心で自身の体を取り戻すことをさらに渇望している。
劇場版第2作では原作の0010が0011となっているが、原作の0011と同様の姿をした機動兵器も別に存在する。
新昭和版アニメでは、もともとは007の昔なじみの登山ガイドのクレイマーであり、同じく007の旧友だったブラウンに無理やり改造されて利用されるサイボーグとして登場する。
平成版アニメでは、同じく過剰に改造されすぎた004と異形同士で死闘を繰り広げる。戦闘のさなか、内蔵されたコンピューターに体を支配されて自我を失う。
0012（ゼロゼロトウェルブ）
声 - 紗ゆり（TVアニメ第3作）
ショックハウス型のサイボーグ。洋風の館全体がサイボーグの体であり、カプセル状の容器に入った女性の脳髄が本体としてそれを統括。侵入者に対して様々な罠を発動させ攻撃する。
平成版アニメでは館内に美しいマダムとしての姿で出現。本体部分のカプセルに入っているのは女性の肉体そのものである。改造前は大正末期から第二次世界大戦終盤頃にかけて主人の帰りを長い間待ち続けていた女性で、ブラックゴーストに冷凍保存され、屋敷ごと改造されたものと思われる描写がある。
0012の部下たち
巨大で移動不可能な0012の手足として働く男たちで、全員が身体障害を機械で補っている。後述のメンバーに言語症の少年（0013）を加えた5名（平成版では4名）。
新昭和版アニメでは、原作での彼ら5人に相当するネオブラックゴーストでも最も優秀な諜報部員であり、後述の0013ことツトムの親代わりとなった人物・ゴルク（声 - 笹岡繁蔵〈新昭和版アニメ〉）と、その部下であるサイボーグの二人組「地獄からの使者」が登場する。
ラクダ
0012の部下の1人。せむしで曲がった背中にトラバサミが仕込まれている。他のメンバーにコズミ博士を拉致させると共に、最初に009たちと交戦するも敗れ、生け捕られる。尋問を行なう004に頭髪を刈られた末に0012の居場所を白状するも、自害する。
平成版アニメでは登場しない。
カカシ / スケア（TVアニメ第3作）
声 - 後藤哲夫（TVアニメ第3作）
0012の部下の1人。持っている松葉杖と片足の義足にはマシンガンが搭載されている。その正体に気づかぬまま食料の買い出しに向かわせた0013を追うも、その先で009と交戦。あえなく追い詰められ、コズミ博士の居場所を吐かされそうになるも、舌を噛み切り自害する。
平成版アニメでは義足が普通の足と同じ形になっており、素早く動く事が可能。得物も火器を仕込んだ番傘に変更され、ジョー/009の育ての親である神父を殺害した張本人でもある。マシンガンと連携して009と対決するも敗北して、0013の手刀を喰らって倒される。
レントゲン
声 - 永野広一（TVアニメ第3作）
0012の部下の1人。両目に伸縮式のスーパーレンズ眼を持つ視覚障害者で、杖はマシンガン及びあらゆる物を切断する電流メスを搭載している。009との対決時にレンズを破壊されて失明し、009と0013の加速音を頼りに009を斬ろうとするも誤って0013を斬ってしまい、その反撃を喰らい絶命。
片腕の男 / マシンガン（TVアニメ第3作）
声 - 星野充昭（TVアニメ第3作）
0012の部下の1人。左腕の義手はマシンガンを搭載した機関銃腕（マシンガン・アーム）で、他にも拳銃を所持している。戦闘に巻き込まれた子供を守って戦う009を狙うも、0013に義手を折られる。その後は拳銃で0013を撃つも効かず、手刀で石段の下まで落とされ、頭を強打し死亡。
平成版アニメでは義手のデザインが掌に銃口がある点を除けば普通の手と同じものになっており、拳銃は使用しない。最後はスケアとともにその場で0013に倒される。
0013（ゼロゼロサーティーン） / ツトム（TVアニメ第2作）
声 - 戸谷公次（TVアニメ第2作）、伊藤健太郎（TVアニメ第3作）
少年と巨大ロボットが一対のサイボーグ。少年には009以上の性能を持つ加速装置と、ロボットを操作するための通信装置が内蔵されている。サーティーン・ロボと呼ばれる巨大ロボットにはステルス迷彩装置と、加速装置（原作では最高速度M1クラス）が内蔵されている。加速装置の性能は009を遥かに上回り、分身しているように見える。
少年はしゃべることが不自由（平成版アニメでは不得手という程度の表現）で、ロボットを通すことでそれを補っている。ひょんなことで009と出会い、彼との間に友情が芽生えるが、ブラックゴーストを裏切ったためロボットが自爆させられて死亡する。
新昭和版アニメでは、幼い頃に両親を亡くし、その時言葉が不自由になり、ネオブラックゴーストに引取られたという設定で0013という名前は一切使われていない。本来の彼は戦いを好まず木彫りで動物を作るのが好きな純粋な少年だった。それゆえ戦闘中にも一般人を巻き込むのを危惧して攻撃を渋るなどの行動が見られた。なお、平成版アニメのエンディングには、ゼロゼロナンバーの制服を着用した0013が描かれていた。
USAエディションでは名称不明のサイボーグとして登場。巨大ロボットは登場せず、少年自身がそれに相当するものに変身する。人物像についてはまったく語られず、敵としてのみの登場となっている。

### サイボーグマン
『放浪編』に登場。南ベトナム解放民族戦線のゲリラを捕まえて改造したサイボーグたちで、1号から19号までの所在が確認できる。全員が同じ黒い防護服とゴーグルで全身を覆っており、防護服とゴーグルは脱げないらしい。口元から背中までパイプで繋がっており、このパイプが切れると死んでしまう。ゼロゼロナンバーとも通信可能な脳波通信器を持つ。突出した特殊能力や固有の能力は特に見られず、自らを「実験要員」と称しており量産型サイボーグ兵士の試作体と思われる。
平成版アニメにはかつて008のゲリラ時代の戦友であった隊長が登場し、008の故郷ムアンバ共和国の民衆を扇動して紛争を起こさせようとする。

### ミュートス・サイボーグとその関係者
『ミュートス・サイボーグ編』に登場。ミュートス・サイボーグはブラックゴーストのサイボーグ開発に携わっていたガイア博士とウラノス博士が作り上げたサイボーグたち。主にギリシャ神話の神々を模している。
アポロン
声 -  広中雅志（メガドライブ版ゲーム）、石田彰（TVアニメ第3作、VSデビルマン）
燃えているような髪型が特徴的な少年のサイボーグ。ヘレナの弟。加速装置を内蔵している他、全身から3000度の高熱を放射する能力を持つ。手からは6000度の熱波を放射し、指先から8000度の熱量を持つレーザー光線を発射する。だが、高熱を放射した状態で水に入ると体が崩壊するため、弱点ともなっている。移動の際にはペガサス2頭が曳く戦車で空中をかける。
非常に高いプライドを持っており、ゼロゼロナンバーを見下していた。事実、サイボーグとしての性能は009=ジョーを大きく上回り、彼に瀕死の重傷を負わせた。
平成版アニメではアルテミスを姉として慕ってはいるが、009たちに必ずしも批判的でない態度を快く思っていないという設定。それでもアルテミスの死に際しては誰よりも嘆き悲しんでいた。最後まで自分たちが神だと言い張り、ただのサイボーグでしかないことを認めなかった。そして「神でなければ、何なんだ」という悲痛な一言を009に言い残し、009は、その一言に答えることはできなかった。平成版アニメでは19話で初登場し、帽子と背広姿で002の様子を伺っていた。
ヘレナ / アルテミス（TVアニメ第3作）
声 - 市原悦子（劇場版第2作）、白石冬美（メガドライブ版ゲーム）、高山みなみ（TVアニメ第3作）、本名陽子（VSデビルマン）
アポロンの実の姉である若い女性のサイボーグ。特製の木馬に乗り込み009=ジョーと対決、敗れるも命を救われる。その恩義から、アポロンとの一騎討ちで重傷を負った009=ジョーをギルモア博士のもとに送り届けた。
結果として他のゼロゼロナンバーからブラックゴーストの実態を聞かされ彼らに協力することとなる。両者の戦いを止めるため、彼らの元に向かうが、009=ジョーとアポロンの戦いに巻き込まれて死んでしまう。
劇場版第2作ではサイボーグ0010として登場。どこを改造されてどんな特徴を持っていたのかは不明。武器は指輪に仕込んだレーザー銃。初めは怪獣に両親を殺された普通の少女のふりをして009=ジョーの前に現れ、様々な妨害をするが、徐々にジョーに惹かれ葛藤。最後はゼロゼロナンバーを助けた。
『地下帝国ヨミ編』にキャラ造形が同じヘレンが登場するため、平成版アニメでは設定が変更され「アルテミス」として登場（新昭和版アニメの没設定を流用）。エネルギー矢を放つ破砕弓を操る。009たちが、「神」として振舞う自分たちと力の差が歴然なのにもかかわらず戦いを挑んでくる姿勢に疑問を持つ。
ミノタウロス
声 - 河相智哉（TVアニメ第3作）
頭部が牛のサイボーグ。角の間から電撃を放つ。
好戦的な性格。
アキレス
声 - 家中宏（TVアニメ第3作）
頭部が黒豹のサイボーグ。加速装置を搭載したサンダル、太陽光を反射することにより熱線を放つシールド、先端から光線を放つ長剣を装備している。
生真面目な軍人的性格の持ち主で、正々堂々とした戦いを好む。規律を重んじるため、仲間の多くから煙たがられていたが、ヘレナやアトラスからは非常に信頼されていた。加速装置のバランサーが踵部分に内蔵されている。
ヘラ / スクナーA.B（TVアニメ第2作）
声 - 吉田理保子（TVアニメ第2作）、杉本ゆう（TVアニメ第3作）
超能力を操る女性のサイボーグ。作中では主に念力を使う。
001=イワンと壮絶なエスパー戦を繰り広げるが、001=イワンとの戦いで生じた念力の衝撃がエネルギー増幅装置の暴走を引き起こした。
長らく名前を設定されておらず、一部書籍では「女エスパー」という呼び名で書かれていた。
新昭和版アニメでは彼女と同様の外見・能力を持ったロボット・スクナーA.Bが登場している。
ポセイドン
声 - 梁田清之（TVアニメ第3作）
腰から下が魚（人魚）で耳の部分にもひれがある巨大なサイボーグ。水を自由に操る能力がある。
アトラス / アキレス（劇場版第1作）
声 - 梁田清之（TVアニメ第3作）
巨大ロボット型サイボーグ。胸部にミサイルを装備し、超硬装甲で覆われている。身体の各パーツを爆弾として使用し、残った頭部だけで飛行することが可能。初代劇場版では名前が別のサイボーグのものとなっており、右手甲に熱光線を放つレンズが装備されている。
食事さえも必要としないように改造された自身の身体に対して疑問を抱いている。
平成版アニメではアルテミスとともに行動することが多く、言語能力を持っていない。
パン
声 - 杉本ゆう（TVアニメ第3作）
腰から下がヤギで、頭部に一本角のある子どものようなサイボーグ。人語は話さず、「キキッ」と鳴き声を発する。角の部分には高性能レーダーが内蔵されており、索敵能力が高い。
戦闘能力や害意は無く、003に対しても懐く。
ケンタウロス
人間の上半身と馬の胴体を持つサイボーグ。体表は防弾皮膚で覆われ、浮遊による飛行能力を持つ。ミュートス・サイボーグの中では唯一、複数体の存在が確認でき、各個体はアルファベット1文字で区別される。作中では主にケンタウロスDが活躍。
ネレウス
声 - 河相智矢（TVアニメ第3作）
二足歩行のカバの姿を象ったサイボーグで、鼻から発射するミサイルが武器。皮膚が伸縮自在の特殊シリコンゴムでできており、攻撃を吸収する。基本的に「カバン」と鳴くが、人語も話せる。
登場する度に007や001にやり込められており、アニメでは見せ場は一切なかった。
ガイア博士
声 - 沢木郁也（TVアニメ第3作）
ミュートス・サイボーグによって編成されたブラックゴーストの一部隊を率いる科学者（平成版アニメでは元ブラックゴーストのサイボーグ開発チームの一員）。ギルモアの当時の同僚。
サイボーグには記憶や感情などは不要と考え、ギルモアとは対立していた。
原作では生死は不明だが、平成版アニメではアルテミスに致命傷を与えたことを知ったアポロンの手で殺害された。
ウラノス博士
ガイア博士と共にミュートス・サイボーグを率いる科学者で、元ブラックゴーストのサイボーグ開発チームの一員。ギルモアの当時の同僚。
生みの子である各サイボーグの個性を重んじたり自身が黒人であるためにガイア博士とは折り合いが悪く、ミュートス・サイボーグの所在をギルモアへ密かに伝える。
ガイア博士同様原作ではその生死は不明。平成版アニメには登場しない。

### ジョーの旧友たち
『地下帝国ヨミ編』に登場。ジョーの不良時代の友人たちで、鑑別所を出所してからは真面目に働き、レーサーとなったジョーと偶然再会する。実は、ジョーの不良仲間であったためブラックゴーストに目を付けられ、ジョーを抹殺すべくサイボーグに改造されていた。いつ爆発するか分からない爆弾が内蔵されており、そのためブラックゴーストの命令に逆らえなかった。最期はバン・ボグートによる遠隔操作で全員一緒に爆死した。
平成版アニメではジョーの孤児院時代の友人および三友工業の社員であり、世界各地の異変に関与する三友工業を調査中のジョーとフランソワーズに偶然出会う。サイボーグにされた経緯や改造の内容は原作と同様だが、フランソワーズに正体を見破られたり、爆死させられる際にジョーを助けるなどの設定変更がある。
茨木（いばらき） / 茨木進一（いばらき しんいち）
声 - 千葉一伸（TVアニメ第3作）、小池亜希子（TVアニメ第3作・幼少期）
ジョーと一緒に脱走を試みた青年。サイボーグ態では体中からマシンガンを発射する。自分たちが改造される原因となったジョーを恨んでいた。
平成版アニメではフルネームになり、設定もジョーの孤児院仲間に変更されている。ジョーを恨んでいたが、ジョーへの友情も忘れた訳ではなく、爆発の際はジョーを巻き込ませないために体当たりして遠ざけた。
小山田（おやまだ） / 小山田勝（おやまだ まさる）
声 - 小伏伸之（TVアニメ第3作）、伊藤亜矢子（TVアニメ第3作・幼少期）
茨木と同じく鑑別所で世話になった青年。サイボーグ態では肩と腹部に牙のようなトゲを付けている。茨木と違い、ジョーを恨んではいなかった。
平成版アニメではフルネームになり、茨木と同じく孤児院仲間に設定変更された。さらに鉄道模型が趣味という設定が付加された。
メリー / メリー・小野寺（メリー・おのでら）
声 - 本田貴子（TVアニメ第3作）
混血児の少女で、ジョーと一緒に孤児院で育った。サイボーグ態は獣のように四足歩行になり、手から電撃を放出したり、喉の特殊音波発生装置で動物を操る。ジョーを恨んでおらず、むしろジョーに好意を抱いていた。
平成版アニメではフルネームになり、有色人種とのハーフらしく色黒になっている。サイボーグ態になると人間態より肌の色が薄くなる。幼い頃から泣き虫の傾向がある。

### アニメオリジナル

#### 旧昭和版アニメのブラックゴースト
- ミッチィについては、#旧昭和版アニメのブラックゴースト関係者を参照。

『Xの挑戦』のゲストキャラクター
『Xの挑戦』は、旧昭和版アニメの第2話となるアニメオリジナルストーリー。
ナック
声 - 朝井ゆかり
元はバラと恋人を愛する普通の少年だったが、ハイウェイでの交通事故で死亡。オメガ博士に改造されて、円盤と一体のサイボーグ『X』となる。オメガ博士に背くと身体をスパークさせられるため、さからうことができない。
オメガ博士
声 - 永井一郎
ギルモアのライバルであり、新しい学説を争って敗れた過去を持つ科学者。非情かつ短気な性格で、自動車事故で大怪我を負ったナックをサイボーグに改造してゼロゼロナンバーたちに挑戦する。機械が人間の心を持つべきではないという冷酷な持論ゆえに、ナックが少しでも人間らしい感情を見せると身体にスパークを流して脅迫していた。最期は、ミッチィの死によって目を覚ましたナックが決闘場所の公園に仕掛けたコバルト爆弾と共に、研究所のある島に特攻したため死亡した。

悪の人形
声 - 堀絢子
『平和の戦士は死なず』に登場。人間の心に潜む悪が実体化された人形。パブリック共和国とウラー同盟が一触即発の危機に陥った時、軍事関係者の周辺に出没し事態を悪化させるよう仕向けている。明言されていないが、劇場版初期2作で009が遭遇した黒い幽霊団首領と同一の存在であることが009の台詞で示されている。ラストシーンでも兵器に座りながら不気味な笑みを浮かべ、旧昭和版が終了する。

#### 新昭和版アニメのブラックゴースト
- ガンダールとオーディンについては、#新昭和版アニメのブラックゴースト関係者を参照。

キラードス
声 - 渡部猛
ネオ・ブラックゴーストの隊長で死体解剖の権威とまで言われた博士。死体に特殊なエネルギーを与えて思い通りに操る死体改造人間「ゾンビーグ」を開発、ゾンビーグを使ってゼロゼロナンバーたちを襲撃するが失敗。ブラフマーたちから粛清されるのを恐れ、現在の待遇に不満を持つガモ・ウィスキー博士と結託し彼ら三兄弟の弱点を探ろうとする。
なお、ネオ・ブラックゴーストを裏切るよう居丈高にガモをそそのかしておきながら、自らの身にネオ・ブラックゴーストの粛清が迫ると全責任をガモに押し付けて卑屈に許しを乞うなど、性格的にはかなりの下衆である。
ブラフマー、ヴィシュヌ、シヴァ
声 - 古川登志夫（ブラフマー）、田中崇（ヴィシュヌ）、戸谷公次（シヴァ）
ネオ・ブラックゴーストの首領で三つ子のサイボーグ。頭の一部が透けて脳髄や機械が剥き出しになっているのが特徴で、黒衣をまとい中央が剥き出しになっているのがブラフマー、赤衣をまとい左半分が露出しているのがヴィシュヌ、青衣をまとい右半分が露出しているのがシヴァである。三人とも冷酷かつ厳粛で部下の失敗を許さず、ネオ・ブラックゴーストを恐怖で支配している。なお、末弟のシヴァだけが他の二人と時折意見を違え、単独行動を取ることがある。三つ子の連帯感とサイボーグとしての脅威で幹部や部下たちの支持を得、邪魔な幹部を粛清することで首領の座へ上り詰めた。
元々はヒマラヤの山村を牛耳っていた悪徳行者の息子たちである三つ子の兄弟であり、3人とも001の父であるガモ・ウィスキー博士によって改造された。脳改造は001以上に行われており、001よりも強力な念動力を操る。一種の脳内リンクが形成されており、互いに情報を共有することや言葉を交わすことなく意思疎通を行うことが可能だが、兄弟の内、1人が身体にダメージを受けると他の2人もダメージを負ってしまう。終盤、聖人であるガンダールとも兄弟（厳密には分身）であることが判明し、彼がダメージを受けた時も影響を受ける。念動力だけでなく加速装置も内蔵されており、009たちが直接戦闘で勝利することは一度も無かった。
劇中ではあまり直接登場することはなく、主にゲストの悪役たちに裏から命令を下す黒幕としての出番が多かった。最終決戦の時は合体して009たちを叩きのめし、宇宙から人類を催眠電波で支配しようとしたが、ガンダールの捨て身の行動で滅びた。

#### 平成版アニメのブラックゴースト
- カカシについては、#平成版アニメのブラックゴースト関係者を参照。

ベルク
声 - 田原アルノ
0013開発陣の一人で、自称「名門出の天才科学者」だがかなりの三枚目で、ブラックゴーストには珍しいギャグキャラ。「深海に没したサーティーン・ロボの電子頭脳を回収し、それを元にさらに強いロボを開発してみせます」と命乞いし、ただ一人処刑を免れる。

#### 『サイボーグ009VSデビルマン』のブラックゴースト
ハイティーン・ナンバーのメンバーは全員009と同じ加速装置を所持しており、細胞の変異を自己修復能力の強化に充てる「アドバンスドカスタム」を備えている。
サイボーグ0014（ゼロゼロフォーティーン）/エドワード・アダムス
声 - 細谷佳正
ハイティーン・ナンバーのリーダー格でアダムス博士の息子。かつては父と同じく優秀な科学者であったが、実験中の事故により、身体の大半の自由が効かなくなってしまった。後にアダムス博士がスカルにゼロゼロナンバーの候補に選出するよう願い出るも聞き入れてはもらえず、アダムス博士が独自で開発したアドバンスドカスタムを持つハイティーン・ナンバーの実験体にされ、改造された。加速装置は009の速度を上回り、底知れない程のスタミナを誇る。
サイボーグ0015（ゼロゼロフィフティーン）/エバ・マリア・パラレス
声 - 寿美菜子
ハイティーン・ナンバーのメンバーの一人。001と似たサイキック能力を持つ。
転校生として明・美樹のクラスへ転入してくるも、実はデビルマンである明を誘き出すために美樹を連れ去るという目的で潜入したスパイ。
サイボーグ0016（ゼロゼロシックスティーン）/カイン
ハイティーン・ナンバーのメンバーの一人。全身に様々な武器を仕込んでいる。耐久性も高く、004の攻撃も豆鉄砲程度のダメージしか与えられないほど。他のメンバーとは異なり、全身を改造されたため、会話ができない。
サイボーグ0017（ゼロゼロセブンティーン）/アベル
声 - 田村睦心
ハイティーン・ナンバーのメンバーの一人。子供のような見た目をしているが、性格は残忍。氷の結晶を具現化して操る能力を持つ。
サイボーグ0018（ゼロゼロエイティーン）/セト
声 - 下野紘
ハイティーン・ナンバーのメンバーの一人で、エバの弟。現在は昏睡状態に陥り、意識が戻らない状態が続いている。
孤島の実験所でアダムス博士の実験の被験体にされており、アトゥンの魂と融合したサイバネティックデーモンとしてジョーや明達の前に立ち塞がる。
アダムス博士
声 - 立木文彦
ハイティーン・ナンバーの産みの親で、エドワードの父。かつてブラックゴーストの科学者だったギルモア博士等とは同僚だった。
自身が開発したサイボーグ研究が最高のものであることを証明するために、悪魔と機械を融合させたサイバネティックデーモンを完成させるが、完成直後に彼に用済みと判断され殺害されるという、あまりにも呆気ない最期を迎えた。

### ブラックゴーストの関係者

#### 『地下帝国ヨミ編』
地底世界の住民たち。
ヘレン、ビーナ
声 - 増田ゆき（TVアニメ第3作・二役）
『地下帝国ヨミ編』に登場する、地底世界の人間プワ・ワーク人の姉妹。実は五つ子で、下にダイナ、アフロ、ダフネの3人の妹がいる。お互いの見聞きしたことをテレパシーで感じ取れる。長女ヘレンは記憶を消されて送信専用になり、本人も知らぬままジョーたちの元へスパイとして送り込まれた。次女ビーナはヘレンを監視していたが、後にゼロゼロナンバーと接触した。自由を得るため5人でバン・ボグートを裏切ってゼロゼロナンバーに協力するが、裏切りが発覚し、バン・ボグートに5人とも撃ち殺された。
ヘレンはジョーに好意を持ち、ビーナはハインリヒと互いに心を通わせた。これが瀕死のヘレンの行動と004=ハインリヒの復讐心を呼び、バン・ボグートと対決したジョーとハインリヒの勝利に繋がった。その後、原作では亡骸は006=張々湖によって火葬されるが、アニメでは死体が地割れに飲み込まれる描写がなされていた。
なお下の3姉妹は原作では目立っていなかったが、平成版アニメでは五女ダフネが失敗を恐れるがあまりにボグートに密告するという行動が追加されている。
『ゼロゼロ学園危機一髪』では、あおいとかえでという名前になっている。
ザッタン
『地下帝国ヨミ編』に登場する、地底世界を支配し、プワ・ワーク人を捕食する種族。直立二足歩行のドラゴンといった外見で、高い知性を持ち、目を合わせるだけで催眠術をかける能力を持つ巨大爬虫類。地底世界の支配権を巡ってブラックゴーストと対立している。催眠術は機械相手には通用せず、最後は魔神像の放った熱線により全滅した。ペルシダー・シリーズのマハールに近い存在。
『ザ・ディープ・スペース編』における003=フランソワーズの夢の世界では「人間を動物や植物に変える魔法使い」としてザッタンを大きくしたような爬虫類型知的生命体が登場している。

#### 『極北の幽霊編』
『極北の幽霊編』は、石ノ森章太郎デジタル大全18巻収録。このエピソードは2020年現在、アニメ化されていないため、このストーリーで登場するキャラクターは全員、アニメ未登場。
- ジュリア・マノーダについては、#ブラックゴーストを参照。

栗島安奈（くりしまあんな）
ギルモア博士の元同僚ジュリア・マノーダの娘。ブラックゴーストから脱走したギルモア博士を捜し出すのに失敗したジュリアが日本人男性との間にもうけた子供で、生まれてすぐに施設に預けられ、子供のいなかった栗島夫妻の養女となる。
ジュリアからの挑戦を受けた009たちに同行し、北極のネオ・ブラックゴースト基地で母と再会。一度は自分を捨てた母に怒りを爆発させて襲いかかるも、結局は心底からは憎むことはできず、仲間と母との板挟みになり、その結果母の目を覚まさせるために彼らの前で銃で胸を撃って自害してしまった。

#### 旧昭和版アニメのブラックゴースト関係者
- ナックとオメガ博士と悪の人形については、#旧昭和版アニメのブラックゴーストを参照。

ミッチィ
声 - 白石冬美
『Xの挑戦』に登場。ナックの恋人。ナックが交通事故で死んだものと思って墓参りをしていたところに、下半身のみを改造されサイボーグとなったナックと再会。今でもナックを愛しており、ギルモア博士の研究所に保護された時も看病してくれた009がナックと殺し合う相手だと知ると、ナックを守ろうと009を暗殺しようとしたことも。しかし、公園での009とナックの決闘に割って入ったばかりにナックが撃った銃弾を受け死亡した。

#### 新昭和版アニメのブラックゴースト関係者
- キラードスとブラフマーとヴィシュヌとシヴァについては、#新昭和版アニメのブラックゴーストを参照。

ガンダール
声 - 中田浩二
「東洋のイエス」と呼ばれ、戦争や災害に疲れた世界中の人々の心を癒す聖人。穏やかな性格だが悪を憎む強い心の持ち主である。容貌がブラフマーたちに酷似していたので当初は009たちにネオ・ブラックゴーストのメンバーだと疑われた。その正体はウィスキー博士がブラフマーたちを改造した際に彼らから取り除いた良心のみの脳髄を、余った肉体のパーツに組み込んで誕生させた人造人間（あくまでも生身の人間で、サイボーグではない）である。このため、悪のみの脳髄を持つブラフマーたちに近づくと互いに激しい苦痛を感じた。
自らの誕生の秘密を知って苦悩するが、009たちとの交流で自分の「兄弟」との対決を決断し、オーディンに導かれるままに彼等の元に赴く。最後は合体したブラフマーたちに突入して共に消滅した。
オーディン
声 - 永井一郎
『宇宙樹編』に登場したアスガルドの神々の指導者。自らを「神」と称し、世界各地で様々な災厄や事件を起こして世界を支配しようとした。正体はウィスキー博士によって改造されたサイボーグで、元々はブラックゴーストの幹部だったようである。009たちに宇宙樹の村まで追い詰められた末に006の火炎放射を浴びて滅びたはずだが、『ネオ・ブラックゴースト編』の終盤に再登場し、ガンダールを利用してネオ・ブラックゴーストを滅ぼすといずこかへ去っていった。『ネオ・ブラックゴースト編』の後に『ミュートスサイボーグ編』の放送が予定されていたためその首領としての再登場であったが、『ネオ・ブラックゴースト編』で完結したため何者が彼を蘇らせたのか、真の目的など一切は不明。

#### 平成版アニメのブラックゴースト関係者
- ベルクについては、#平成版アニメのブラックゴーストを参照。

カカシ
平成版オリジナルエピソード『謎の無人島』に登場。Gジュニアと張々湖とブリテンが遭難した無人島で出会った、黒い幽霊団の放棄された基地を「ただ一人」で守っていたロボット。

## 『移民編』『時空間漂流民編』の登場人物
リナ
声 - 栗葉子（TVアニメ第1作）、園崎未恵（TVアニメ第3作）
『移民編』に登場。未来から来た女性。未来から現代への移民計画のために派遣された工作員で、コードネームは「F-502」。未来の地球人は、度重なる戦争のせいで突然変異した巨大昆虫や食人植物によって手足を食べられたり醜い顔になったりし、その傷付いた部分は作られた肉体で補っている者がほとんどだが、彼女は奇跡的に足の噛み跡程度で済んだ。
改訂前の原作では、未来の地球人は放射線により醜い奇形が多発しているが、彼女は足の指が6本あるという奇形のみで済んだ、という設定だった。
旧昭和版アニメでは後述するノアの妹であり下半身がサイボーグ化しているという設定。
平成版アニメではミュータント戦士で、ゼロゼロナンバーの前に立ちはだかる。
リナの兄 / ジャック（TVアニメ第1作） / ニコル（TVアニメ第3作）
声 - 野田圭一（TVアニメ第1作）、河相智哉（TVアニメ第3作）
『移民編』に登場。未来から来た男性。リナの兄で彼女と同じく移民計画の工作員で、コードネームは「F-501」。食人植物によって両腕を失い、義手をつけている。現代で事故に巻き込まれて義手を紛失したため、組織の仲間に消された。
改定前の原作では、両手の欠損は生来のものとなっている。また、放射線の影響で体に鱗が生じていた。
旧昭和版アニメではリナの恋人という設定。
平成版アニメでは未来から現代に来たミュータント戦士たちの知己である男性として登場し、瀕死の状態でゼロゼロナンバーに警告を発する。
司令官 / ノア（TVアニメ第1作） / ケイン（TVアニメ第3作）
声 - 市川治（TVアニメ第1作）、森川智之（TVアニメ第3作）
『移民編』『時空間漂流民編』に登場。未来から来た男性。未来から現代への移民を計画する組織の指揮官。頭の右半分を覆い、左目はサングラスのレンズのようなもので隠している。基本的に目的のためなら手段を選ばないが、考え方は穏健派に近いため、移民推進派の部下から裏切られた。人類誕生前の時代へのタイムトラベルが可能になったため移住先を変更、同時に自分が009=ジョーと003=フランソワーズの子孫であることを告げた。
『時空間漂流民編』では脱出反対派のボスであり、003=フランソワーズが脱出強行派に狙われる原因となった。009=ジョーが脱出強行派に囚われた際、円盤機で救出に来たが攻撃を受けて墜落。残骸の下で耳から血を流して倒れていた。
旧昭和版アニメではリナの兄という設定で、原作より理知的な性格。
平成版アニメではミュータント戦士のリーダー格として登場するが、原作や旧昭和版アニメとは逆に好戦的で残虐非道な性格であり、ニコルを口封じに殺害した。
ミー
声 - 朴璐美（TVアニメ第3作）
『時空間漂流民編』に登場。時空を越えてやって来た女性。霊感美少女「田代ミー（たどころ ミー）」として話題となっている不良少女。実は縄文時代の人間で、「神々」である脱出強行派から009=ジョーの抹殺指令を受けていたが、009=ジョーに一目惚れしたため、縄文時代へ連れ戻された。「神々」の計画を潰すため縄文時代に来た009=ジョーと再会、一緒に現代へ戻ろうとした際に攻撃され、行方不明となった。
平成版アニメではミュータント戦士としてゼロゼロナンバーの前に立ちふさがる。原作とは違い、顔はアルベルトに似ている。
サンジェルマン伯爵
原作において「サンジェルマン伯爵」を名乗る人物は『海底ピラミッド編』と『時空間漂流民編』に登場するが、各話で登場するのは同名の異なる存在と思われる。作者は史料中の描写から時間旅行者であると解釈し、これを解説する短編も描いている。
『海底ピラミッド編』では、スウェーデンボルグ伯爵とも名乗っている。意図的に文明の進化を促す、敵とも味方ともつかない、地球人であるかすら不明の謎の人物である。
『時空間漂流民編』では、口元から膝辺りまでを覆う黒いマントと黒い高帽子が特徴。脱出反対派に属し、歴史の改変を防ぐためにゼロゼロナンバーと共闘する。ただし目的のためには手段を選ばない面も持つ。

## その他のキャラクター
- 原作のみのエピソード（アニメ化されていないエピソード）やそのアニメオリジナルのエピソードなのか、アニメ化されているものの、そのキャラクターのみ省略されているのか判断しやすいように、原作のみのキャラクターやアニメのみのキャラクターは、（同エピソードに複数ゲストキャラが登場したり、アニメ化はしていないが、他のメディア化されている作品など）、エピソードごとに区分しておく。

### 原作とアニメに登場するゲストキャラクター
- ヤスとクビクロについては、#009の関係者を参照。

『第12部』のゲストキャラクター
ドルフィン教授 / コズミ博士（テレビアニメ1作） / フィンドル教授（テレビアニメ3作）
声 - 増岡弘（テレビアニメ1作）、伊藤和晃（テレビアニメ3作）
英国人の工学者。V1号の爆撃で妻が重傷を負い、娘を産んだ直後に爆撃の後遺症で醜くなった容貌に悲観して自殺してしまったため、兵器の機能を狂わせる機械・マッドマシンの研究を行っていた。
旧昭和版アニメでは原作のコズミ博士と名前が入れ替わっている。
イルーカ / シズエ（テレビアニメ1作） / シンシア（テレビアニメ3作）
声 - 白石冬美（テレビアニメ1作）、川上とも子（テレビアニメ3作）
ドルフィン教授の娘。マッドマシンを狙うブラックゴーストからの武器提供を受けているネオナチの一派・「新（ノイエ-）・ナチス」（旧昭和版アニメでは悪の組織「ブラック・クロス軍団」、平成版アニメではブラックゴーストの一部隊）に捕まった父親を救うべくサイボーグ戦士たちと一緒に北極に行く。幼い頃から父が機械をいじっていたために車でさえ嫌うほどの筋金入りの機械嫌いである。
平成版アニメでは人質として捕まっていた所をジョーたちに救われ、行動を共にする。兵器のせいで母親が亡くなったために兵器を憎んでいるという設定。優しいジョーに惹かれていくが、彼女が憎んでいる兵器（サイボーグ）だと知ってからは切なさと虚しさを胸に抱いたままジョーたちと別れた。
原作掲載時および初版コミックではイルーカ、旧昭和版アニメではシズエという名前でありシンシアは母親の名前という設定。
黄金のライオン
『黄金のライオン編』に登場。全身黄金色で高い知性を持つ牡ライオン。ピュンマたちの独立運動を妨害していた。銃弾が効かず、高速で行動し、口から高熱の息を吐く能力を持つ。放射能を食料としており、仲間である「黄金の木」の食事となる放射性物質を得るため、本国から派遣された人物に協力していた。
旧昭和版アニメでは黄金の木ともども宇宙生命体。自作のミサイルで第三次世界大戦を起こそうと目論むアルフレド博士によって子ライオンを人質に取られており、最後はゼロゼロナンバーと和解する。
『コスモ・チャイルド編』のゲストキャラクター
『コスモ・チャイルド編』は、石ノ森章太郎デジタル大全23巻から24巻に収録。このエピソードは、アニメ第3作第27話「小さな来訪者」としてアニメ化。
コスモ・チャイルド
惑星フルルに住む子供たち。侵略異星種族から逃れて地球に来た。最初は感情を表に出さなかったが、最終的にゼロゼロナンバーサイボーグたちとの共闘の果てに、地球人と同じような感情を持つことになる。
コスモ・チャイルドは、『幻魔大戦 Rebirth』にも登場。各作品の主人公などでないゲストキャラクターの場合、設定を変えて登場することが多いにもかかわらず、出身となる惑星などの設定そのままで登場。
パル
声 - 常盤祐貴（TVアニメ第3作）
親友たちと共に侵略者の手に落ちた故郷から逃げてきた宇宙人（平成版アニメでは異次元人）の子供。心にイメージした物体を具現化して操る能力を持っているが、当初は「能力を使用すれば死んでしまう」と思い込まされていた。
009たちはパルたちに戦うことを教え、共に侵略者を撃退する。が、003は戦うこと、他人を傷つけることを知り、そして心優しさを失ってしまったパルたちに、別な意味での危惧を抱く。
リロ
声 - 岡珠希（TVアニメ第3作）
009や003と接触した少女で、パルの妹。モコ・パト・アロ（声 - 上村祐翔）・メル（声 - 宮里駿）などの子供たちと行動をともにしていた。

イシュキック
声 - 島本須美（TVアニメ第3作）
『風の都編』に登場。マチュピチュ遺跡にて、黄金のピラミッドと共に異次元から現れた王女。何でも消す光線を放つ護衛ロボット「カブラカン」と共にピラミッドを守っている。実は彼女もロボットだが、ピラミッドに取り残され長い年月を過ごす内に感情が目覚め、強い孤独感からジョーに助けを求める。だが最後はカブラカンの攻撃からジョーを庇い機能停止した。
平成版アニメでは自己修復装置をつけていたために機能停止はしていないが、現実世界に来るための装置が壊れたためにピラミッドと共に永遠に次元に閉じ込められることになった。また、彼女を造った存在に関しての言及があり、完結編に繋がると取れる発言をしている。
迫完二（さこ かんじ）
声 - 辻谷耕史（TVアニメ第3作）
『凍る秋』編に登場。息子のタダシ（声 ‐浅野まゆみ）と共に日本のある山の山荘で暮らす、いまひとつ売れない画家。
その山が異常な寒波に見舞われてまったく積雪が溶けなくなり、ついには大氷河までもが形成されてしまう。調査のために009たちが山を訪れるが、迫は祟り話まで持ち出して調査せずに帰るよう迫る。
しかしそれでも調査を強行した009たちと、寒波を作り出していたマシーンの護衛ロボとの交戦の余波でマシーンが停止して氷河が溶け出し、山麓の村だけではなく関東全域が洪水の危機にさらされる。だが間一髪で迫がマシーンを再起動し、氷河は再凍結した。絵が売れず生活に窮した迫は、マシーンの番人という仕事を引き受け、関東壊滅をたくらむブラックゴーストの手先に成り下がっていたのだった。
カール・エッカーマン
声 - 三木眞一郎（TVアニメ第3作）
『未来都市編』に登場。未来都市を建設したエッカーマン博士の息子。彼本人はすでに病気で亡くなっているが、その人格は未来都市の万能コンピュータ「スフィンクス」として残っていた。フランソワーズに一目惚れしてしまい、彼女と恋仲であるジョーに敵意を抱き（平成版アニメではジョーを恋敵と勘違いして）、彼に激しい攻撃を加え、フランソワーズを監禁して洗脳しようとした。
『完結編』のゲストキャラクター
詳しくは、2012 009 conclusion GOD'S WARを参照。
こちらでは、テレビアニメなどに登場したもののみ記述。
篝矢翡翠（かがりや ひすい）
声 - 井上喜久子（TVアニメ第3作）
平成版アニメ完結編に登場。篝矢教授の一人娘。不思議な力を持っており翡巫女（ヒミコ）というもう一つの名を持つ。父親のために力を使っていたが次第に自身の力を恐れながらも利用する父に悲観するようになり、それをジョーたちが発見したモアイ像に宿る者に付け入られ操られて女神として君臨し、ジョーたちサイボーグの前に立ちはだかるようになる。

### 原作のみのゲストキャラクター
順番は、石ノ森章太郎デジタル大全の収録順。
- 綾子については、#001の関係者を参照。
- 香嶋奈々については、#004の関係者を参照。
- 尾形梨江子については、#007の関係者を参照。
- 栗島安奈については、#『極北の幽霊編』を参照。

『ローレライの歌編』のゲストキャラクター
『ローレライの歌編』は、石ノ森章太郎デジタル大全10巻収録。このエピソードは2020年現在、アニメ化されていないため、このストーリーで登場するキャラクターは全員、アニメ未登場。
シモーヌ・ローレライ
ローレライ近辺の村に住んでいたが、母と祖母を魔女狩りで失い、自身もその際に村人から受けた投石で右目を潰され、失明している。その後はA国に渡り、軍事研究所で超音波兵器の研究をする物理学者となるが、半年前に娘のロミイと失踪。故郷の村に戻り、超音波兵器を使って村人たちへの復讐を行なっていた。
ロミイ・ローレライ
シモーヌの娘。母とは反対に良識的であり、憎しみに囚われる母に心を痛めて復讐をやめるように説得するもその憎しみを消すことはできなかった。母が自爆装置を押した後は009に逃げるように促して母を殺害し、自分も後追い自殺をする。

『裸足のザンジバル編』のゲストキャラクター
『裸足のザンジバル編』は、石ノ森章太郎デジタル大全21巻収録。このエピソードは2020年現在、アニメ化されていないため、このストーリーで登場するキャラクターは全員、アニメ未登場。
ザンジバル
ただし内容は、オリンピックがスポーツの祭典か国家間の代理戦争に過ぎないのか討論する仲間達に対して008=ピュンマが、選手によっては自分との戦いでもあるという例として語る「劇中劇」であるため、実在の人物かは不明。
アフリカのウフル共和国（架空の国家）がまだ白人に牛耳られていた頃、彼らは図に乗って黒人を狐に見立てて追い回す「狐狩り」を始めた。足の速い黒人少年ザンジバルは家族を養うために「狐」役を務め重宝されるが、そのせいで黒人たちの独立勢力に目をつけられてしまう。独立勢力の一員でザンジバルの親友ジャッカルは、「そんな屈辱的なまねはやめろ。黒人なら誇りを持って戦え」と刃物まで持ち出して制止するが、ザンジバルは「俺は流血沙汰は嫌いだ。俺は俺のやり方で戦う」と譲らなかった。
やがて独立紛争が起き、ジャッカルは誇りに殉じて白人たちと相打ちになってしまう。しかし、ザンジバルは白人の国で開催されるオリンピックに出場すると、自分のやり方（マラソン）で世界新記録を樹立し優勝。金メダルを獲得し白人たちから無血勝利を得る。
本話は元々少年チャレンジの名物企画たる巻末100ページ読切連作の一編で単体の作品であったが、単行本収録の際冒頭に前述の五輪問答を加筆して009シリーズに組み込まれたという経緯を持つ。

『イシュタルの竜（シルシュ）編』のゲストキャラクター
『イシュタルの竜（シルシュ）編』は、石ノ森章太郎デジタル大全22巻収録。このエピソードは2020年現在、アニメ化されていないため、このストーリーで登場するキャラクターは全員、アニメ未登場。
イシュタル
突如中東に現れたバベルの塔に住む美女で、002=ジェットと心を通わせる。正体はギルガメシュの作り上げたクローン人間。
エンキドゥ
イシュタルと共にバベルの塔に住む青年。イシュタルに好意を抱いており、ジェットを敵視する。目を合わせた相手を催眠にかける能力を持ち、手にした杖は先端からビームを発射する。彼もギルガメシュの作ったクローン人間であり、同じ姿のクローンが何人も存在する。
ギルガメシュ
元イラクの首相にして、遺伝子工学を専門とする科学者。石油をイラクに独占させ、バビロニア王国を現代に復活させるべく優れた遺伝子工学技術を持った古代シュメール人の知識を用い、イシュタルたちを初めとするクローン人間やメソポタミア神話に登場する怪物たちを作り上げ、新たに自身が作り上げたバベルの塔を守護させると共に破壊活動を行わせていた。

### 旧昭和版アニメのみのゲストキャラクター
- 若柳については、#009の関係者を参照。
- ナックとオメガ博士と悪の人形については、#旧昭和版アニメのブラックゴーストを参照。
- ミッチィについては、#旧昭和版アニメのブラックゴースト関係者を参照。

ガラリア王
声 - 富田耕吉
『ガラリア王救出作戦』に登場。クーデター計画の首謀者である親衛隊長オネストを盲目的に信じ窮地に陥る。
クロッグ博士
声 - 内海賢二
『消えたスクール・バス』に登場。誘拐した子供たちをサイボーグに改造して悪事に利用する。009らに追い詰められ自害し果てる。
『悪魔は夜歩く』のゲストキャラクター
『悪魔は夜歩く』は、旧昭和版アニメの第9話となるアニメオリジナルストーリーだが、ストーリーは同作者の『怪人同盟』をベースとしている。
志木博士（しき-）
声 - 風祭修一
エネルギー集中剤を開発し、自ら実験体となるが一定期間副作用で理性の無い怪物と化してしまう。

『金色の眼の少女』のゲストキャラクター
『金色の眼の少女』は、旧昭和版アニメの第8話となるアニメオリジナルストーリーだが、ストーリーは同作者の『金色の目の少女』をベースとしている。
リタ
声 - 白石冬美
金色の目をした不思議な少女。しかしその正体は宇宙人のスパイ。

キャサリン
声 - 向井真理子
『地底の黄金宮殿』に登場。インカの謎を突き止めようとして命を落とした老人の娘。しかしその正体はインカの秘宝を守る王女ジザルパで、ジェロニモが本物のキャサリンに当てた手紙を奪い取り彼女になりすましていた。
『天かける巨人』のゲストキャラクター
『天かける巨人』は、旧昭和版アニメの第12話となるアニメオリジナルストーリー。
ルネ技師長
声 - 島田彰
モリス航空に請われ、巨大航空機ターレスの開発責任者を勤める。何者かの妨害により試作機の失敗が続き、失意の中で帰国の途に就く。
アンナ
声 - 桂玲子
ルネ技師長の娘。

『太平洋の亡霊』のゲストキャラクター
『太平洋の亡霊』は、旧昭和版アニメの第16話となるアニメオリジナルストーリー。
平博士（たいら-）
声 - 千葉順二
超心理学を専門とする科学者。念力を増幅させる装置を使い旧日本海軍の連合艦隊を実体化、次々と復活させる。一人息子を特攻隊で亡くしている。
平祐太郎（たいら ゆうたろう）
声 - 野田圭一
平博士の息子で、故人。

イクラ・デモアール
声 - 神山卓三
『幽霊同盟』に登場。デモアール財閥の主であり、かつ慈善家。息子ジャンが幽霊同盟に誘拐され009らに救出を依頼する。双子の兄が幽霊同盟のボスであると009に語る。
『わが父は悪魔の使徒』のゲストキャラクター
『わが父は悪魔の使徒』は、旧昭和版アニメの第18話となるアニメオリジナルストーリー。
ゴーチェ
声 - 市川治
ハトランド共和国の大統領の息子。突如暴君と化した父に心を痛めている。
ロック
声 - 野沢雅子
ゴーチェに付きそう子供の使用人。
ベティ
声 - 白石冬美
『果てしなき逃亡』に登場。黒人解放の指導者マルク牧師の娘でアフリカ人と日本人のハーフ。
立花隼人（たちばな はやと）
声 - 小宮山清
『幻の騎馬同盟』に登場。張々湖飯店で働く青年。退職して第二次大戦末期に旧陸軍特務機関員として奥チベットで行方不明になった父を捜しに出かける。
クルテール兄弟
声 - 白川澄子
『非情な挑戦者』に登場。遺伝子組み合わせによって生まれた双子で、名前はそれぞれガイ・クルテールとビル・クルテール。優秀な頭脳を持つが冷酷。

### 新昭和版アニメのみのゲストキャラクター
- ジローについては、#009の関係者を参照。
- カトリーヌについては、#003の関係者を参照。
- ナタリーについては、#002の関係者を参照。
- 爺さんについては、#005の関係者を参照。
- ヘンリー・ブラウンについては、#007の関係者を参照。
- ジャッカについては、#008の関係者を参照。
- キラードスとブラフマーとヴィシュヌとシヴァについては、#新昭和版アニメのブラックゴーストを参照。
- ガンダールとオーディンについては、#新昭和版アニメのブラックゴースト関係者を参照。

### 平成版アニメのみのゲストキャラクター
- 神父（ジョーの育ての親）については、#009の関係者を参照。
- ナタリーについては、#003の関係者を参照。
- キャシーとジミーについては、#002の関係者を参照。
- ソフィーとローザについては、#007の関係者を参照。
- カボレとママドゥについては、#008の関係者を参照。
- ベルクについては、#平成版アニメのブラックゴーストを参照。
- カカシについては、#平成版アニメのブラックゴースト関係者を参照。

青いけもの
声 - 津嘉山正種
平成版オリジナルエピソード『青いけもの』に登場。005が出会った、自然を汚すものに怒りを覚え次々人間たちを殺害する文字通り青い体をした獣。豹の姿をしているが、その正体は地球の意思そのもの。
『星祭りの夜』のゲストキャラクター
『星祭りの夜』は、平成版アニメのオリジナルエピソード。原作漫画の『星祭りの夜』（石ノ森章太郎デジタル大全24巻収録）とは異なる。
アリス
声 - 山下夏生
『星祭りの夜』に登場。ジョーがふと立ち寄った田舎で出会った少女。見る限りジョーより幼いが小さな頃のジョーを知っているようで、彼と約束を果たしに来たという。アリスという名は、好きではない本名の代わりにジョーに呼んでほしいと名乗った名前であり、本名は不明。
詳しい正体などは不明だが、実は「繋ぐ物」を通じて時を渡る能力を持ち、流星群を用いてジョーを時渡りさせ、少女時代の彼の母親に合わせることで、ジョーの「お母さんに会いたい」という願いを叶える約束を果たした。
2人組
『星祭りの夜』に登場。アリスを付け狙う2人組。アリスは悪い人と呼んでいたが、実は時間の管理者であり、彼女の跡を追っていたのも正史の歴史を狂わせないようにするためである。最後は時渡りしたジョーの記憶を消し、彼がアリスと出会う前の時間帯に戻した。

フィル
声 - 斎賀みつき
ミュータント戦士編に登場。リナ・ケイン・ミーと共にサイボーグ戦士に立ちはだかるミュータント戦士の少年。彼の原作のモデルは『サイボーグ009』とは別の石ノ森章太郎作品の人物。